# Sotoserrano
Sotoserrano est une commune de la province de Salamanque dans la communauté autonome de Castille-et-León en Espagne.
Le village s'étend sur 57,69 km2 et compte 626 habitants au dernier recensement de la population (2014).
Le code INE (Instituto Nacional de Estadistica) municipal est : 37313. Les habitants de Sotoserrano se nomment les Soteña et les Soteño. L'appellation du village a un surnom très couramment utilisé par tous les habitants de la région qui est El Soto, diminutif plus simple d'expression. En fait le nom de Sotoserrano est en partie seulement prononcé par les vacanciers ou visiteurs.

## Toponymie
L'origine du nom de Sotoserrano provient du mot latin saltus, référence aux épais taillis de végétation puisque dans ces bosquets on trouve des châtaigniers et chênes et tous types de végétations et serrano qui signifie  montagnard en espagnol d'où saltus serrano.
À la fin du XIIe siècle la commune aurait porté le nom de Saltu de Francia ou Soto de Francia et aussi Saltu Serrano, appellation retrouvée dans des écrits de 1192.

## Géographie

### Situation
Sotoserrano est localisé au centre ouest de l'Espagne, à l'extrémité sud de la province de Salamanque, dans la comarque de Sierra de Francia y Quilamas, dans le Parc Naturel de Las Batuecas-Sierra de Francia et limitrophe de la provincia de Caceres dans la Communauté autonome de l'Estrémadure. Placé à la jonction des trois rivières : Alagón, Cuerpo de Hombre y Francia. Le village se trouve sur l'axe Salamanque Coria à environ 40 km du Portugal et sur l'ancienne Via de la Plata.
Vers le sud par temps clair, la chaîne de montagnes de la Sierra de Béjar est souvent visible.
Sotoserrano est situé à 23 km au nord-ouest de Béjar la plus grande ville des environs, à 13 km au sud de La Alberca, commune la plus touristique de la Sierra de Francia avec à ses côtés le pic de la Peña de Francia, à 90 km au sud de Salamanque, à 197 km à l'ouest de Madrid, à 150 km au nord de Caceres.
L'altitude moyenne de l'agglomération est de 510 mètres.

### Communes limitrophes
| Madroñal                 | Cepeda                         | Miranda del Castañar                |
| Herguijuela de la Sierra | Sotoserrano                    | Pinedas                             |
| Caminomorisco            | Zarza de Granadilla, Lagunilla | Valdelageve, Colmenar de Montemayor |

### Accès routiers
La commune de Sotoserrano est desservie par plusieurs voies du réseau routier de la Communauté de Castille-et-León :
- SA-225  Route de Salamanque à Coria
- DSA-270  Route de Sotoserrano à La Alberca
- DSA-285  Route de Sotoserrano à Lagunilla
- DSA-280   Route de Sotoserrano à Béjar

### Climat
Sotoserrano jouit toute l'année d'un climat doux méditerranéen. Ce climat permet la culture d'arbres fruitiers (abricotiers, pruniers, cerisiers), d'oliviers et de vigne. Il est placé sur une latitude intermédiaire entre la zone tempérée humide et la zone méditerranéenne, à cheval entre l'influence méditerranéenne et l'influence tempérée atlantique dans la zone qualifiée comme ibéroatlantique ; c'est-à-dire qu'en plus d'avoir des conditions climatiques clairement méditerranéennes, un autre composant fondamental est l'influence océanique sachant que c'est la direction prédominante de la pénétration des vents et des fronts nuageux atlantiques. Cette « atlanticité » se manifeste par une majorité d'humidité et moins d'oscillations thermiques.
S'agissant des températures, la commune a une moyenne annuelle entre 11 et 14 °C. En général pour toute la commune il faut noter que les températures minimales se produisent entre les mois de décembre et janvier, et les maximales en juillet, donnant une oscillation thermométrique uniforme, autour des 18 °C. Les températures d'été se maintiennent plus de temps vers l'automne, finissant par une chute rapide du thermomètre ; à l'inverse le passage de l'hiver au printemps est plus lent et la dégradation des températures plus douce.
Voici ci-dessous, un tableau du climat du village de Sotoserrano :
Le climat à Sotoserrano (en °C et mm, moyennes journalières entre 1964 et 1992)
| Mois                                  | Janvier | Février | Mars | Avril | Mai  | Juin | Juillet | Août | Septembre | Octobre | Novembre | Décembre | Année  |
| Températures Moyenne Journalière (C°) | 6,8     | 7.9     | 10,6 | 12.4  | 15,4 | 20.4 | 24,8    | 24.3 | 20,9      | 15.0    | 10,5     | 7.5      | 14.7   |
| Précipitations totale (mm)            | 156.8   | 142.8   | 75,0 | 98.7  | 94,6 | 45.1 | 16,4    | 18.8 | 59,3      | 117.9   | 133.4    | 159.7    | 1118.5 |
| ------------------------------------- | ------- | ------- | ---- | ----- | ---- | ---- | ------- | ---- | --------- | ------- | -------- | -------- | ------ |

source = Ministère de l’Agriculture et de l’Environnement. Date de précipitations pour la période de 1964-1992 et des températures pour la période de 1971-1989 à Sotoserrano

### Topographie

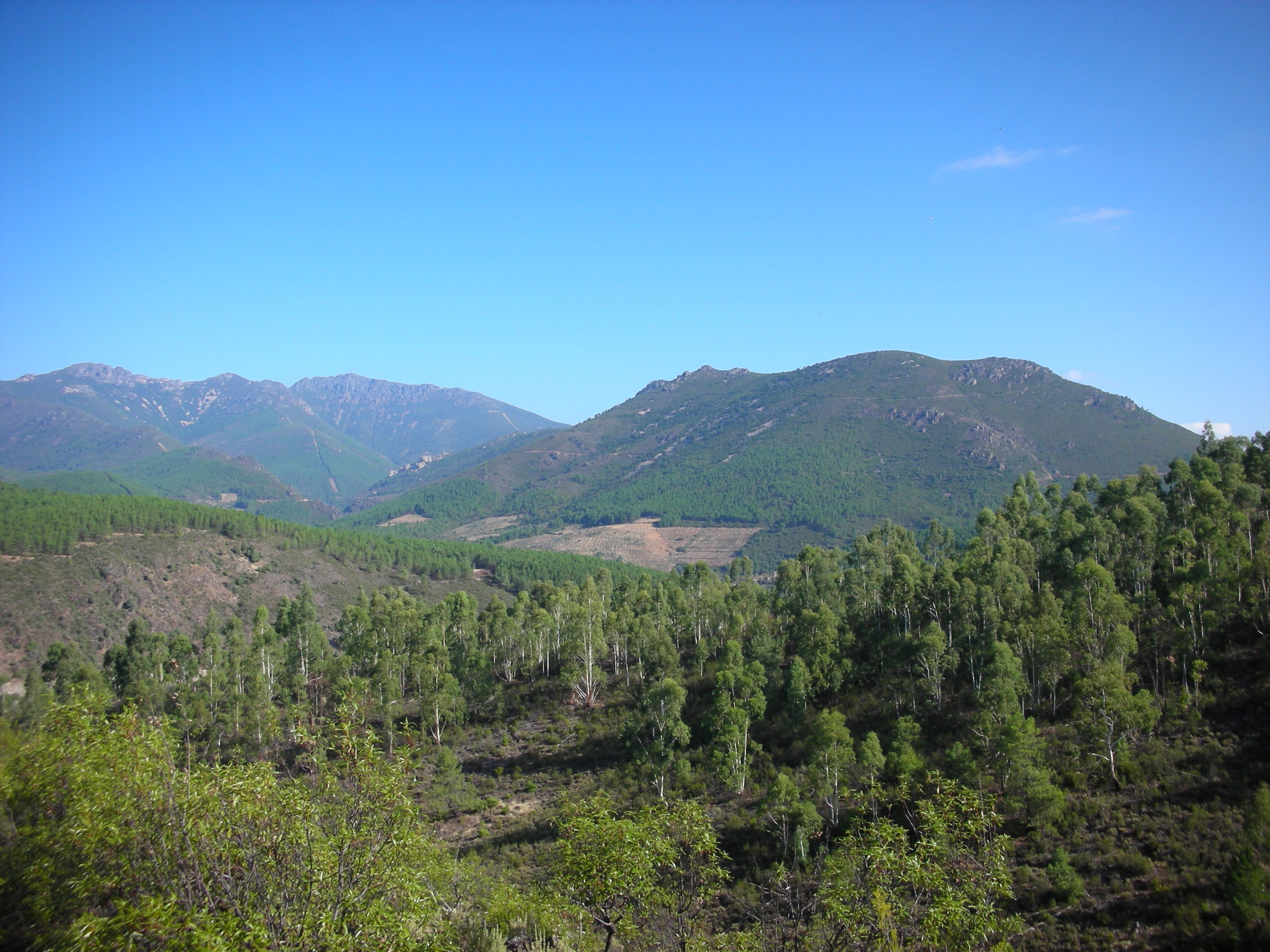
Topographie typique aux alentours du village.

La commune est composée d'un ensemble de collines, de pics et de vallons avec une topographie très accidentée à caractère de basse montagne avec une planimétrie quasi inexistante hormis sur les berges des rivières.
Située dans la partie nord de la commune, l'altitude moyenne de l'agglomération est de 510 mètres. Au sud-ouest du village le point bas de la commune au niveau de la rivière Alagón est de 400 mètres environ et son point le plus élevé est sur les alentours du pic La Calama situé sur la commune de Zarza de Granadilla et qui culmine à 1 032 mètres de haut. Le mont le plus élevé de la commune est le pic El Pardo qui à 833 mètres de haut.
L'agglomération domine des monts dont les plus proches sont les plus cultivées, aménagées en terrasses pour la culture des oliviers, vignes et cerisiers. Au-delà du rio Alagón, au sud du village, s'étend la foret de conifères jusqu'aux limites de la commune.

### Hydrographie

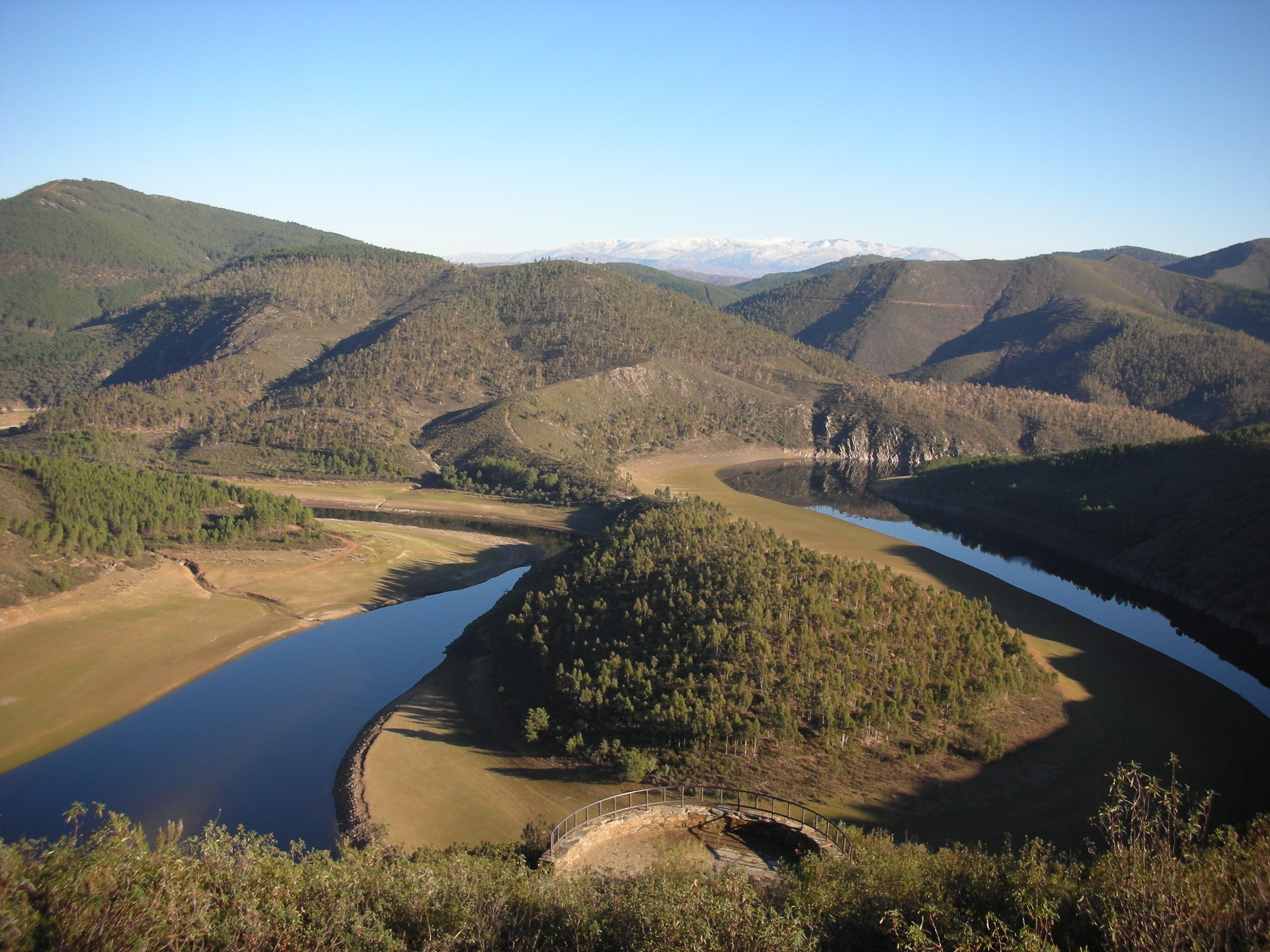
Méandre du Rio Alagon au lieu-dit nommé "La Isla".

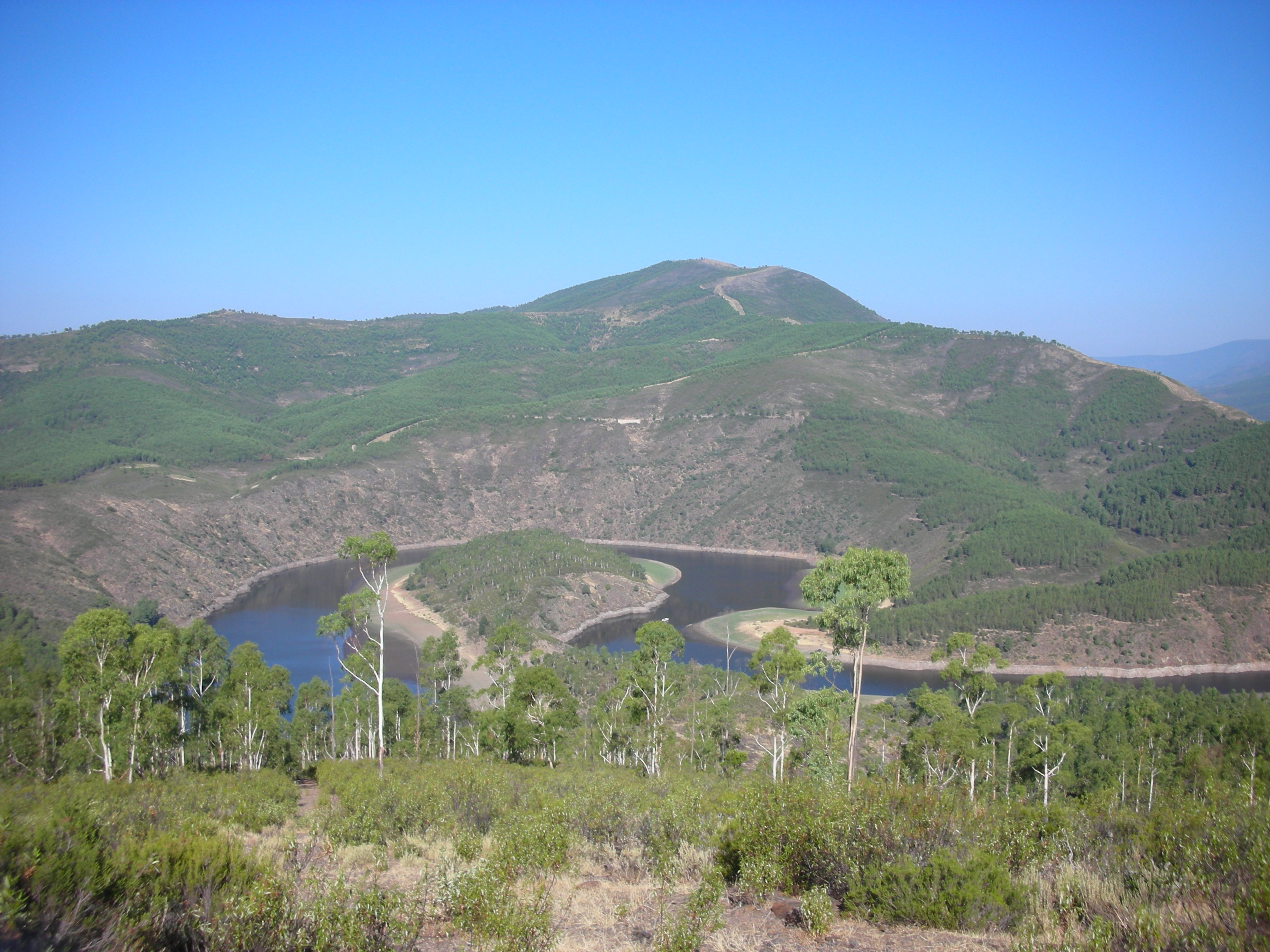
Vue inversée de "La Isla".

Les trois rivières principales qui arrosent la commune de Sotoserrano sont l'Alagón, le Cuerpo de Hombre et le Francia. La commune est irriguée également par les ruisseaux : San Pedro del Coso, del Servón, Pedro Martin, del Castañarejo, de Valdeherreros, del Molinito, del Pino, del Arca, de Martinebrón, de Vado Hondo, de la Dehesa, de Rojonda et par un réseau très important de canaux d'irrigations, vital pour les terres agricoles. Il y a deux moulins sur la rivière Cuerpo de Hombre situés au lieu-dit las Suertes mais abandonnés depuis plusieurs années.
Rivière Alagon :
Le rio Alagón qui traverse El Soto du nord au sud et qui prend sa source à Peña Gudina est une rivière qui est  un affluent du fleuve Tage.
Rivière Francia :
Le  rio Francia est un affluent du rio Alagón et qui a une longueur de 25 km. Sa source est située à 1 350 m d'altitude dans le Valle de Lera. Il se joint à l'Alagón à une altitude de 420 m d'altitude.

La rivière donne son nom à la chaîne de montagnes Sierra de Francia, située au sud de la provincia de Salamanque et sert de limite entre les communes de Sotoserrano et Miranda del Castañar.
Rivière Cuerpo de Hombre :
Le rio Cuerpo de Hombre (qui a pour noms anciens: Corpus Homininis et Corpe Dumme) prend sa source au lieu-dit la Hoya de Moros dans la  Sierra de Béjar. Il passe par la ville de Béjar ou il reçoit par sa droite les  eaux de son affluent, le rio Frio.

### Flore et faune
Végétation :
Dans les plus hauts sommets de Sotoserrano qui se situent au sud de la commune, la végétation a dû s'adapter à la rudesse du climat où il existe une forêt de basse altitude où apparaissent entre autres des houx, des sorbiers d'Amérique et des érables. Dans les zones plus froides il y a une forêt de chênes et dans les zones humides au nord-ouest des bouleaux. La végétation est constituée par de la ciste et de la bruyère entremêlées en de nombreux endroits

Parmi les exemples notables d'espèces d'arbres il y a des chênes-lièges, des arbousiers, des  genièvres et des micocouliers. En outre, il existe de vastes zones avec des arbres fruitiers, vignes, oliviers et cerisiers qui sont la base économique de nombreux villageois et qui sont plus centrés autour des habitations en partie nord de la municipalité.

Comme espèce unique autour de Sotoserrano il existe l'''armeria salmantica'', buisson de petites plantes qui ne pousse que dans le voisinage de la Peña de Francia.
Faune :
Depuis la création de la réserve régionale de chasse de Las Batuecas et du refuge national de chasse de L'Arca et de la Buitrera, réserves créées pour protéger et conserver des espèces typiquement serrana telles que  le lézard de la Peña de Francia

La faune animalière régulièrement rencontrée dans les forêts de la commune est composée de : sanglier, chèvre de montagne, cerf, chevreuil, blaireau, fouine… Les ours ont fréquenté ces lieux jusqu'au milieu du XVIe siècle et plus récemment c'est l'extinction du loup qui se produisit, alors qu'il était familier dans ces contrées jusqu'au milieu du XXe siècle ; les derniers spécimens de loups ont été aperçus en 1976.

Les zones montagneuses au sud de la commune abritent 131 espèces d'oiseaux recensées parmi lesquelles on peut noter les plus fameux qui sont : l'aigle royal, la cigogne noire, le hibou, le faucon, l'aiglon, la buse, la pie et dans les cours d'eau on peut trouver des barbeaux, des truites, des carpes entre autres.

## Histoire

### Préhistoire
Période préromaine : au Ve siècle av. J.-C., la topographie de Sotoserrano fut propice à l’édification de fortification de type castro préromains habité par les Vettons. Le principal étant le village actuel, mais il en existait aussi aux lieux-dits de : La Corona, El Pardo, Los Castillejos, le long de la rivière Alagón et deux autres en limite Sud de la commune entre les actuelles  province de Salamanque et province de Cáceres. À l’arrivée des romains tous ces castros furent abandonnés par leurs résidants. 

Période romaine : entre les Ier et Ve siècles on constate la présence de romains au travers de nombreuses découvertes archéologiques sur plusieurs sites disséminés sur toute la commune aux lieux-dits de : El Servon, La Viña de la Iglesia, El Manto, La Dehesa, El Conejito, Las Mallas entre autres. Fouilles ou l’on a trouvé des restes de matériel en céramique, de la monnaie et principalement des ruines d’autel de prière, de four, de forge et d’habitation. Le Pont Romain sur la rivière Alagón étant  le seul vestige restant debout par lequel passait la via de la Plata, par le biais de la rivière Alagón, depuis la ville de Abadía. C'était une des principales voies de pénétration musulmane de l'époque, cette route faisait partie aussi du Chemin de Compostelle et unissait Mérida à Astorga.

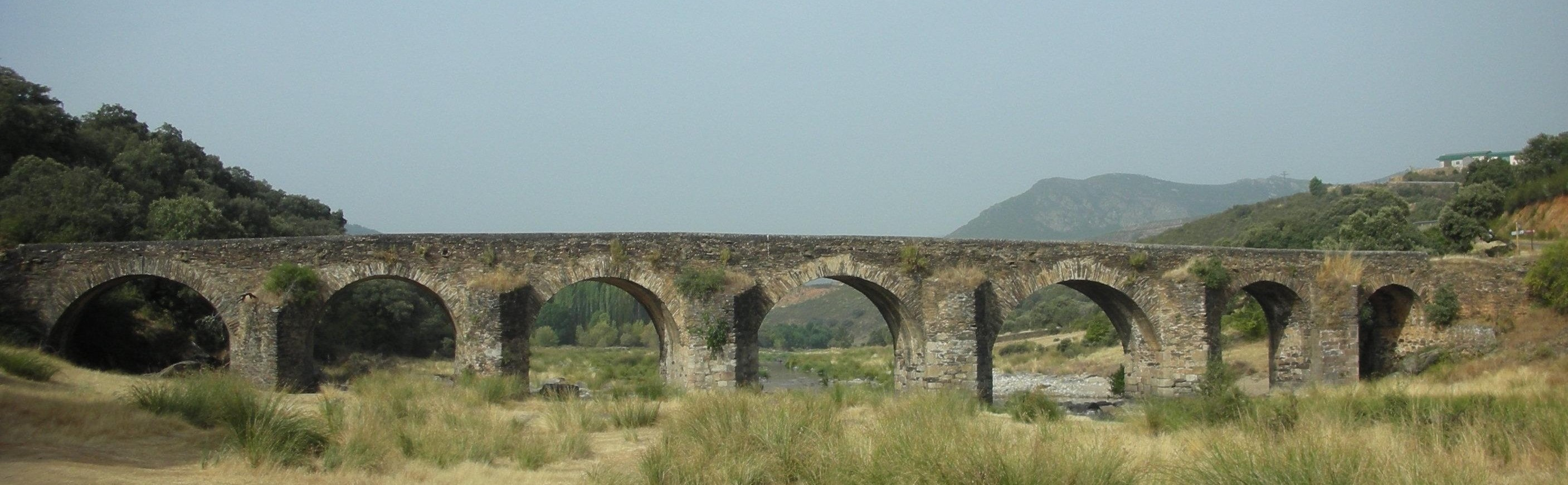
Vieux Pont Romain sur le Rio Alagon sur la route de Béjar en été.

### Moyen Âge
On a retrouvé des ardoises écrites, au lieu-dit nommé Pedro Martín et aux abords des rivières principales de l'Alagón, le Cuerpo de Hombre et le Francia de l'époque Wisigoths(VIe et VIIe siècles).
Aux VIe et VIIe siècles, on confirme  la présence mozarabe  dans la commune de Sotoserrano grâce à la toponymie  de certains lieux-dits comme : Marugan, el Zurron, Valdeloso, Valdefraguas, Valdeherreros, Valdemiel, Valtrujillo, Valdepegas et Val de Pero Martín qui figurent sur différents documents.
À partir du XIe siècle c'est Raymond de Bourgogne qui entreprend une campagne de repeuplement de ces contrées avec des gens originaires de France ce qui a pour conséquence l’abondance du nom de France dans les environs ; (Sierra de Francia, rio Francia, Peña de Francia, Vega de Francia, Nava de Francia), et l'existence dans cette zone de nombreux noms propres à consonance française comme Martin, Bernal, Gascón.
Durant les XIIe et XIIIe siècles, les terres de la partie nord de la communauté autonome de l’Estrémadure  dont fait partie Sotoserrano reçoivent le nom de Transierra ; territoire délimité à l’est par la via de la Plata, au sud par le fleuve Guadiana et comprenant la Tierra de Granadilla et qui marquera jusqu’à la fin du XIIe siècle la limite septentrional de l’empire musulman.
En 1188, au XIIe siècle, le roi Alphonse IX réaménage et  réorganise administrativement les territoires des diocèses de Coria et Ciudad Rodrigo et donne l'église, les terrains, les propriétés et les ruisseaux de Sotoserrano à l'archevêque de Saint-Jacques-de-Compostelle de l'ordre de Santiago.
En 1215, le roi Alphonse IX, décide de délimiter les communes de Miranda del Castañar et Sotoserrano, cette dernière  appartenant toujours à la Tierra de Granadilla dans la communauté autonome de l’Estrémadure.
À partir de 1369 le duc d'Albe dispose de l’autorité juridique de Sotoserrano depuis que le roi Henri II de Castille l’a accordé à Don Garcia Alvarez de Tolède (premier Duc d’Albe).
En 1457 au XVe siècle  est fondé le Condé de Miranda duquel dépendent la majorité des villages de l'actuelle Sierra de Francia, puis Sotoserrano est incorporé au Condé de Granadilla (Province de Caceres) en 1488 et fait partie intégrante du duché des duc d'Albe.

### Époque moderne

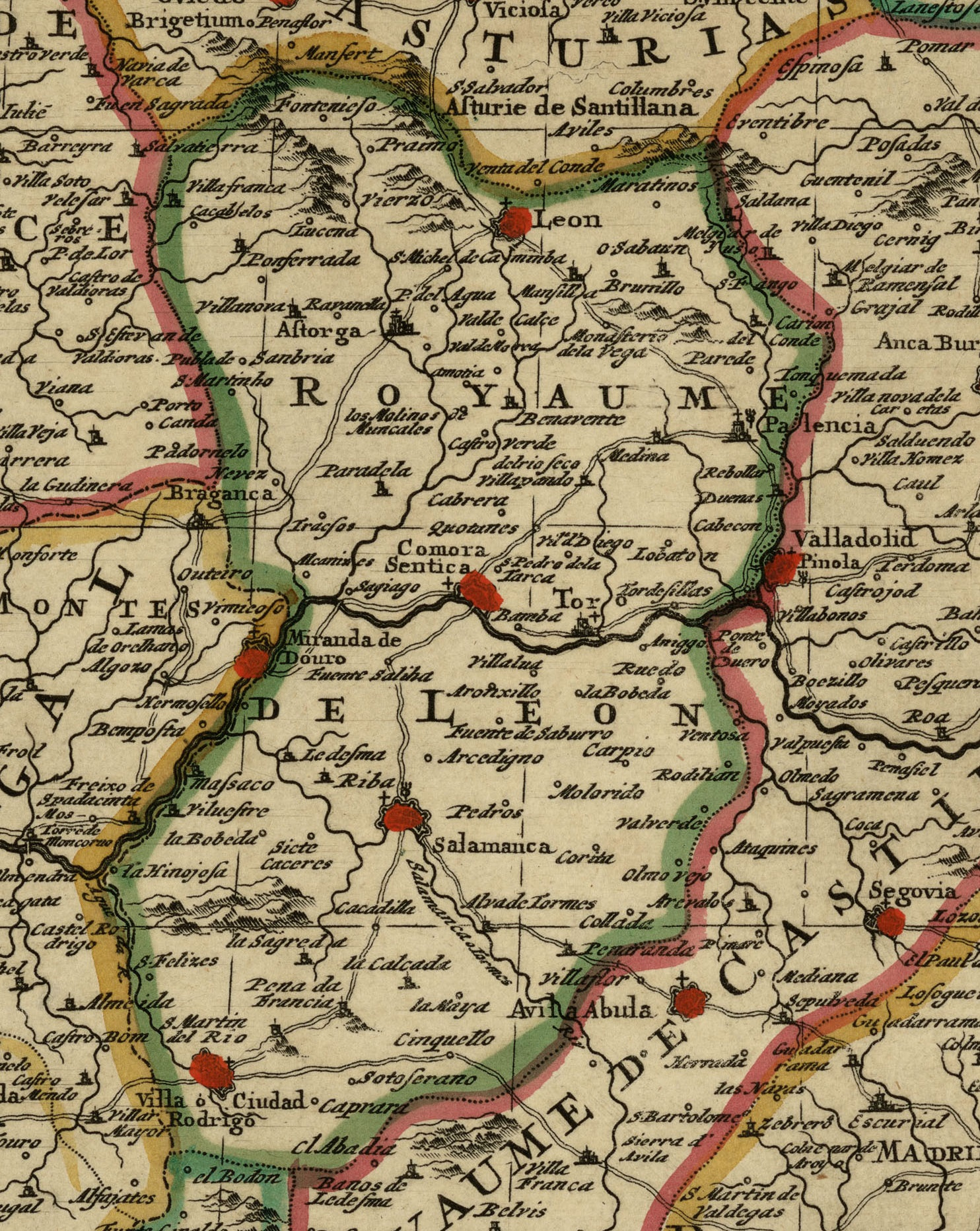
Localisation de Sotoserrano carte de 1705.

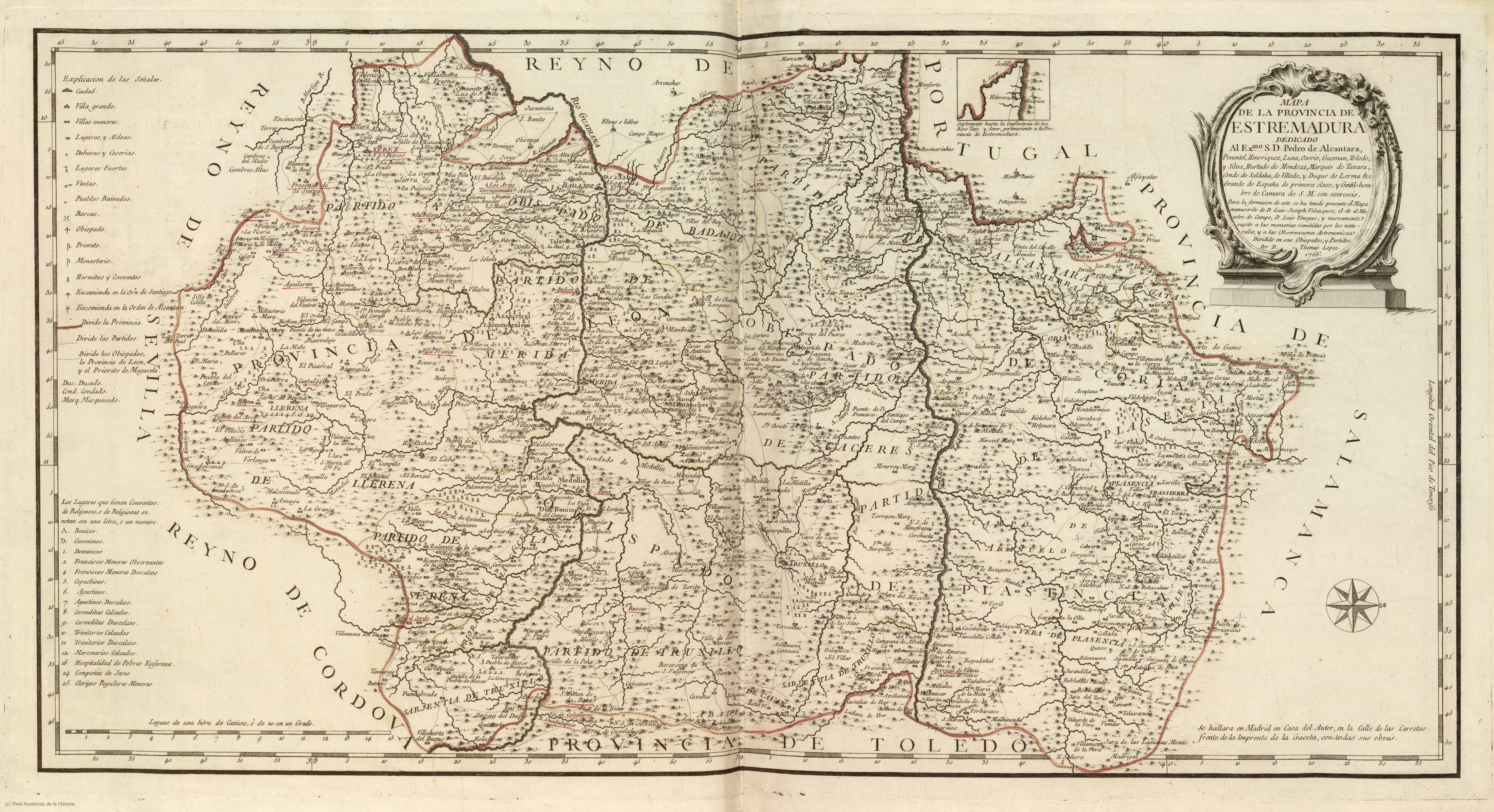
Localisation de Sotoserrano à l'extrémité à droite. Carte orienté Ouest.

En 1766 sous le règne du roi Charles III d’Espagne, sur une carte de Tomás López (cartographe espagnol) il est visible que Sotoserrano est implanté dans la provincia d' Estrémadure.
Au XVIe siècle Sotoserrano était une des 15 municipalités appartenant toujours à la Tierra de Granadilla cependant pour divers aspect elle resta dépendante de la provincia de Salamanque.

### Guerre d'indépendance espagnole
Durant la guerre d'indépendance espagnole (1808-1814) le passage des troupes françaises dans la commune de Sotoserrano est noté sur les livres de l'église Nuestra Señora de la Asunción où ont été consignés les soldes des militaires entre 1808 et 1812. Vers 1809 il est répertorié qu'une compagnie de 7 000 soldats fit étape dans les parages de Sotoserrano et Messieurs Francisco González et Martín Gómez, maires du village, ordonnèrent au majordome de l'église Santiago Domínguez de vendre du vin aux troupes, ce qui procura un pécule de 4 620 reales (1 real = 1 quart de peseta).
Sur d’anciens recueils de 1809, il est mentionné l'emprunt de chevaux appartenant  à certains habitants de Sotoserrano par les troupes anglo-hispaniques qui luttaient contre les français. Ces animaux étant rendus à la fin des combats à leurs propriétaires lorsqu'ils étaient encore en vie. Sinon c'étaient les voisins qui se cotisaient pour remplacer la bête manquante, vital pour le travail agricole.
Parmi les batailles marquantes dans les environs de la commune on peut citer la bataille d'Alba de Tormes le 28 novembre 1809, la bataille de Tamames de le 18 octobre 1809 et les deux sièges de Ciudad Rodrigo en 1810 et 1812.

### Époque contemporaine
Au début du XIXe siècle, Sotoserrano prépare son émancipation du duché des duc d'Albe pendant l’abolition du régime seigneurial pour parvenir à son indépendance et à compter du 1er janvier 1805 Sotoserrano est insérée à la province de Salamanque.
C'est le 30 novembre 1833, lors de la division provinciale de 1833 réalisée par Javier de Burgos pour l'organisation administrative territoriales de l’Espagne, que toute la Sierra de Francia, dont Sotoserrano fait partie, sera intégrée officiellement et définitivement à la province de Salamanque.
C'est le 2 décembre 1923 qu'est arrivée à Sotoserrano l'électricité depuis la centrale électrique située à Las Casas del Conde et inaugurée le 17 avril 1909.
Dans la nuit du 14 au 15 janvier 1941, un incendie ravage la mairie et détruit la presque totalité des archives de la commune. Ce sinistre contribue aux nombreux manques de documents historiques et officiels ou notariés sur la population et la vie du village. La reconstruction  complète de la mairie sera finie en 1945 et durant ce laps de temps, c'est le bâtiment de la Tour de l'Horloge qui fera office de mairie.

## Démographie

### Évolutions démographiques
Population en 2010 de 664 habitants décomposée en 317 femmes et 347 hommes.

Population en 2011 de 655 habitants décomposée en 310 femmes et 345 hommes.

Population en 2012 de 652 habitants décomposée en 311 femmes et 341 hommes.
Ci-joint quelques repères de démographie connus du village à travers les âges :
- En 1574 il y avait 170 habitants.
- En 1591 il y avait 200 habitants.
- En 1752 il y avait 129 habitants.
- En 1827 il y avait 859 habitants.
- En 1885 il y avait 791 habitants.

Voici ci-dessous, un tableau démographique du XXe siècle et du XXIe siècle du village de Sotoserrano :
Évolution démographique depuis 1900
| 1900 | 1910 | 1920 | 1930 | 1940  | 1950  | 1960  | 1970 | 1981 | 1988 | 1991 | 1994 | 1996 |
| ---- | ---- | ---- | ---- | ----- | ----- | ----- | ---- | ---- | ---- | ---- | ---- | ---- |
| 833  | 742  | 731  | 942  | 1 149 | 1 210 | 1 089 | 892  | 758  | 854  | 811  | 769  | 716  |

Évolution démographique des années 2000
| 2000 | 2001 | 2004 | 2007 | 2009 | 2010 | 2011 | 2012 | 2014 | 2017 | 2019 |
| ---- | ---- | ---- | ---- | ---- | ---- | ---- | ---- | ---- | ---- | ---- |
| 737  | 702  | 712  | 662  | 671  | 664  | 655  | 652  | 626  | 590  | 573  |

Voici ci-dessous, le tableau général de l'évolution démographique, solde naturel sans solde migratoire, du village de Sotoserrano de 1870 à 1990.
Solde naturel 1870-1990
|               | 1870-1889 | 1900-1909 | 1910-1919 | 1920-1929 | 1930-1939 | 1940-1949 | 1950-1959 | 1960-1969 | 1970-1979 | 1980-1990 | évolution 1870-1990 |
| Naissances    | 1 098     | 413       | 424       | 369       | 353       | 342       | 290       | 255       | 50        | 43        | 3 637               |
| Décès         | 958       | 356       | 293       | 206       | 194       | 173       | 219       | 49        | 62        | 76        | 2 586               |
| Solde naturel | 140       | 57        | 131       | 163       | 159       | 169       | 71        | 206       | -12       | -33       | 1 051               |
| ------------- | --------- | --------- | --------- | --------- | --------- | --------- | --------- | --------- | --------- | --------- | ------------------- |

Voici ci-dessous, le tableau général de l'évolution de la pyramide des âges de Sotoserrano, en 1993.
Pyramide des âges 1993
| Hommes | Classe d’âge | Femmes |
| ------ | ------------ | ------ |
| 2      | 95 à 99 ans  | 3      |
| 3      | 90 à 94 ans  | 3      |
| 7      | 85 à 89 ans  | 13     |
| 17     | 80 à 84 ans  | 11     |
| 10     | 75 à 79 ans  | 17     |
| 24     | 70 à 74 ans  | 19     |
| 28     | 65 à 69 ans  | 24     |
| 27     | 60 à 64 ans  | 22     |
| 25     | 55 à 59 ans  | 23     |
| 25     | 50 à 54 ans  | 24     |

| Hommes | Classe d’âge | Femmes |
| ------ | ------------ | ------ |
| 20     | 45 à 49 ans  | 19     |
| 30     | 40 à 44 ans  | 15     |
| 34     | 35 à 39 ans  | 22     |
| 28     | 30 à 34 ans  | 29     |
| 26     | 25 à 29 ans  | 26     |
| 24     | 20 à 24 ans  | 21     |
| 18     | 15 à 19 ans  | 22     |
| 17     | 10 à 14 ans  | 24     |
| 12     | 5 à 9 ans    | 8      |
| 11     | 5 ans ou -   | 8      |

### Population
La population de Sotoserrano, comme indiqué sur le tableau de la pyramide des âges, est principalement composée de personnes âgées et travaillant surtout aux champs dans la culture des oliviers ou cerisiers et dans le domaine agricole. C'est pour ceci qu'il a souffert d'un exode du milieu rural pour une activité industrielle vers d'autres régions voire d'autres pays. C'est dans les années cinquante que le village a connu sa plus forte démographie et depuis c'est une diminution irréversible du nombre de ces habitants qui s'est engagée.

### Onomastique
Depuis le Moyen Âge et dans l'ensemble de l'Espagne, le nom pour identifier les familles est dans de nombreux cas associés à un bouclier ou à un blason. Des noms que nous avons hérités de nos parents, qui à son tour sont hérités de nos grands-parents et ainsi de suite jusqu'à ce que leurs origines se perdent dans les racines de notre histoire. Chaque personne espagnole a  deux noms qui viennent de la famille de son père et de sa mère.
Selon l'inventaire effectué par le bureau du recensement cadastral le 22 octobre 1753, Sotoserrano comptait un peu plus d'une centaine d' habitants, composé d' hommes, de femmes, d'enfants et de deux prêtres qui résidaient dans quatre-vingt-trois maisons. Les gens qui vivaient à cette époque dans le village se nommaient ainsi : Romero, Cabrera, Alonso, Berezzo, Barrios, García, Fernandez, Comus, Rodríguez, Gomez, Luson, Sanchez, Gallo, Domínguez, Meferison, Hernández, Amozon, Matas, Pascual, Martin, Bernal, Gascón (origine française pour les trois derniers).
Plus de cent ans après, un autre dénombrement évalue qu'il y a 857 habitantshabitants logés dans 238 maisons et de nouveaux noms de personnes apparaissent comme ce qui suivent : Cabaco, Velasco (origine basque), Panchuelo, Requejo, Gabriel, Perez, Curto, Camaces.
Avec l'évolution des périodes plusieurs patronymes disparaissent complètement comme : Berezzo, Comus, Luson, Meferison, Amozon. Actuellement[Quand ?] les noms de famille les plus portés dans la commune de  Sotoserrano sont : Sanchez, Hernandez, Martin, Alonso, Gallo, Perez, Barrios, Marcos, Cabrera, Cabaco.

### Exode
Il est à noter au cours des années cinquante et surtout soixante la forte chute de la population de Sotoserrano lors d'un flux migratoire élevé vers des territoires plus riches, lorsque la vie dans la commune était souvent miséreuse et très répressive lors de l'immigration de travail et de l'exil républicain pendant la période de pouvoir du dictateur Francisco Franco.
La majorité (et presque la totalité) des personnes exilées se sont dirigées vers la France, pays très accueillant pour une main-d'œuvre peu chère et non qualifiée, d'autres (très peu) vers l'Allemagne et quelques-uns ont fait un très long voyage vers l'Amérique du Sud pour atterrir au Venezuela ou en Argentine.
Sur la France la plus grande colonie se trouve à Tarbes ou dans sa périphérie, d'autres personnes habitent à Bordeaux, Metz, Toulouse, Marseille, Millau, Montpellier ou Paris.
Lors des années soixante-dix et quatre-vingts, c'est une légère décroissance de la population qu'il faut remarquer lors d'un départ massif des jeunes générations vers des villes plus grandes mais espagnoles comme Salamanque, Madrid, Barcelone, pour un travail moins pénible que la vie aux champs ou à l'usine.

### Communauté française
Du fait de son exode (voir plus haut) une importante communauté française se retrouve chaque année lors des vacances d'été au village, avec en point d'orgue les fêtes de San Ramon Nonato le 31 août. La majorité des Français étant les fils ou petits-fils des habitants natifs de la commune et partis travailler et vivre en France. Durant cette période d'été assez courte on peut estimer que le village n'est pas loin de doubler sa population.
Il n'est pas rare aussi de constater que des natifs de Sotoserrano qui ont vécu toute leur existence depuis la majorité en France reviennent au village pour y demeurer jusqu'à leurs derniers jours.

## Morphologie urbaine
La commune concentre sa population dans un seul noyau d'habitation avec deux zones concentriques bien distinctes qui correspondent au vieux village et au-delà de la  route régionale C-512 à l'extension moderne. Le noyau urbain se trouve dans la partie nord de la commune. Anciennement deux hameaux étaient habites mais ceux-ci sont  à l'abandon depuis les années soixante.
La commune est composée principalement à 68 % de forêt et de bois surtout dans sa partie Sud puis de terres agricoles (olivier, vignoble, verger et potager) pour 6 % autour du village.

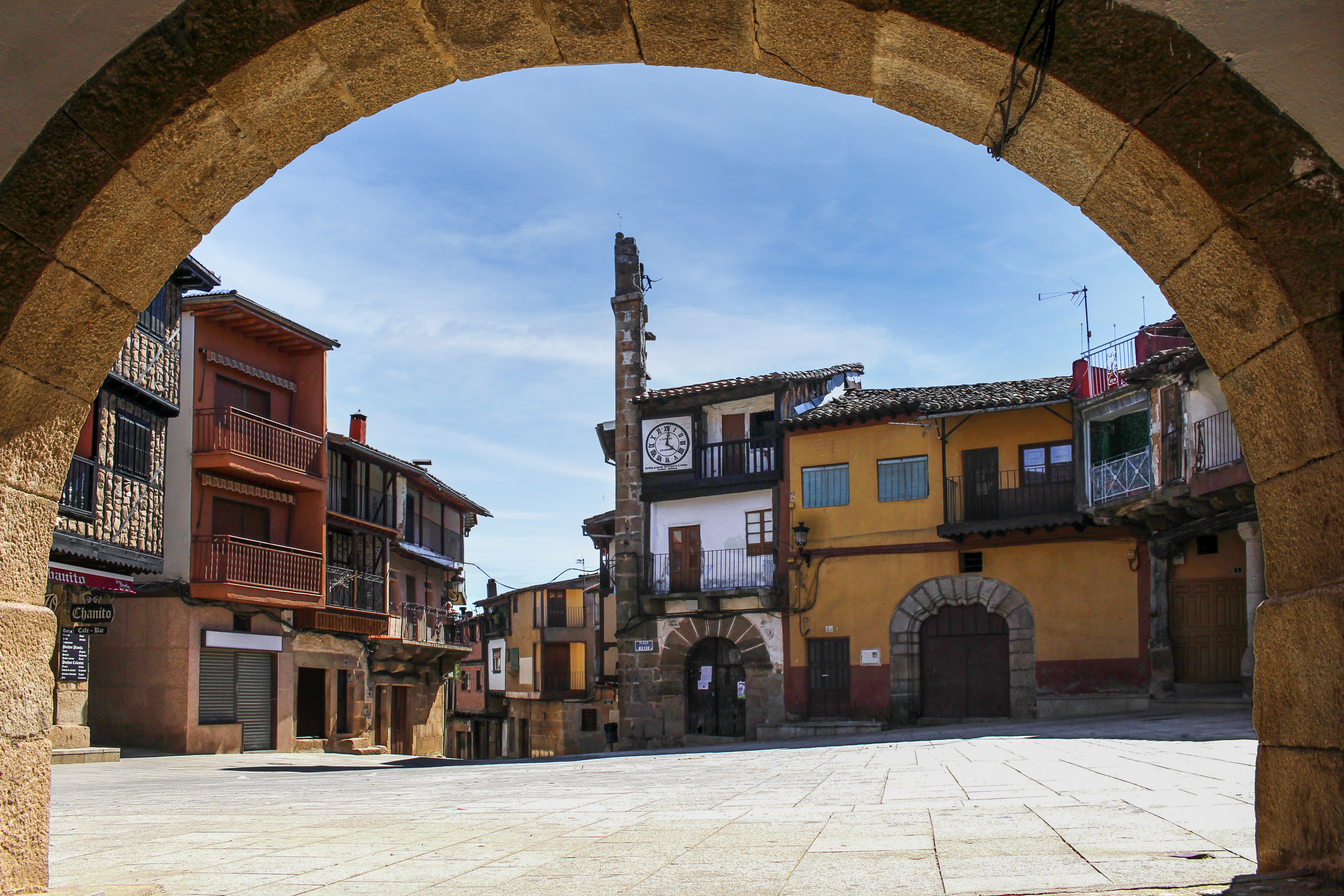
Tour de l'Horloge sur la Plaza Mayor.

### Urbanisme
Étant donné l'ancienneté de la partie du village central il n'existe pas de règles strictes d'urbanisme dans la construction des vieilles habitations conçues en pierre et en bois, en particulier une liberté sur les hauteurs des maisons et les alignements des demeures qui donnent des rues de largeurs très différentes et sinueuses. L'ensemble aboutissant a une sorte de chaos architectural qui crée un véritable labyrinthe pour le touriste qui s'y promène.
Aujourd'hui, dans l'extension plus récente les nouveaux bâtiments sont plus alignés et plus symétrique donnant une plus grande homogénéité à l'ensemble mais avec moins de charme.

### Un cœur ancien
Son noyau antique est un enchantement avec une architecture typiquement serrana, maisons accolées les unes aux autres en murs de pierre et balcons, façades à colombages et place centrale à arcades. Le cœur du village de Sotoserrano est disposé comme un ensemble de ruelles, placettes, recoins, impasses et passages qui nous permettent de pénétrer dans un cadre architectural ancestral très rafraîchissant.
À noter principalement son quartier du château, la fontaine publique (inaugurée le 24 décembre 1791) sur la rue principale, la tour de l'horloge et la mairie sur la place du village, les petites impasses très étroites comme La Calleja, le quartier de l'église de Nuestra Señora de la Asunción où se trouve l'originelle maison de la Sainte Inquisition (qui dura jusqu'en 1834) et sur laquelle on peut en apercevoir l'écusson.
Le vieux village qui s'appuie sur les bases du  château romain est structuré le long de la rue principale qui amène jusqu'à l'église au nord avec des voies ou impasses en perpendiculaires et au centre une place rectangulaire.

### Une extension moderne
Jusque vers 1970, les habitations anciennes sont disposées autour de l'espace compact du noyau de la commune, mais une exigence de modernité des logements immobiliers a urbanisé un territoire autour de l'ancien centre par deçà de la route régionale en s'éloignant de plus en plus, année après année. Les années 1990 sont marquées par une croissance de maisons individuelles isolées et certaines avec jardins et de nombreux projets inscrits pour le développement du village (nouvelle école, centre de secours, coopérative agricole, piscine…).

### Hameaux
En général on sait très peu de choses sur les occupants de ces deux hameaux à cause de l'incendie, en 1927, de la mairie de Sotoserrano et de tous les documents relatifs à ces personnes. On en connaît seulement précisément la fin, lorsqu'ils ont été expropriés lors de la construction du barrage de Gabriel y Galán qui a duré de 1948 à 1965 et dont les eaux devaient entièrement immerger ces deux sites selon les ingénieurs. Dans le cas de Martinebrón, le hameau est à moitié recouvert par les eaux et seules l'église, l'école et quelques maisons sont encore visibles aujourd'hui pendant toute l'année. Le reste des ruines des maisons est plutôt identifiable en été. Pour le cas de Cabaloria, malheureusement, les gens ont été mis hors de chez eux pour rien (mauvais calcul ?) étant donné que les maisons n'ont jamais été inondées et qu'ils auraient pu continuer à y vivre. À part certaines personnes qui sont parties habiter à Sotoserrano (village), les destinations des autres sont pour la plupart inconnues.
Cabaloria :
Nommée aussi dans le temps Cadaoria ou Cadalloria, le hameau fut rattaché à Sotoserrano en 1819 et vers le milieu du XIXe siècle hébergeait 69 personnes. Situé au bord de la rivière Alagón sur la route de Caceres, on peut voir les ruines du hameau où ont vécu 33 personnes personnes jusqu'en 1965, l'année de l'expropriation.

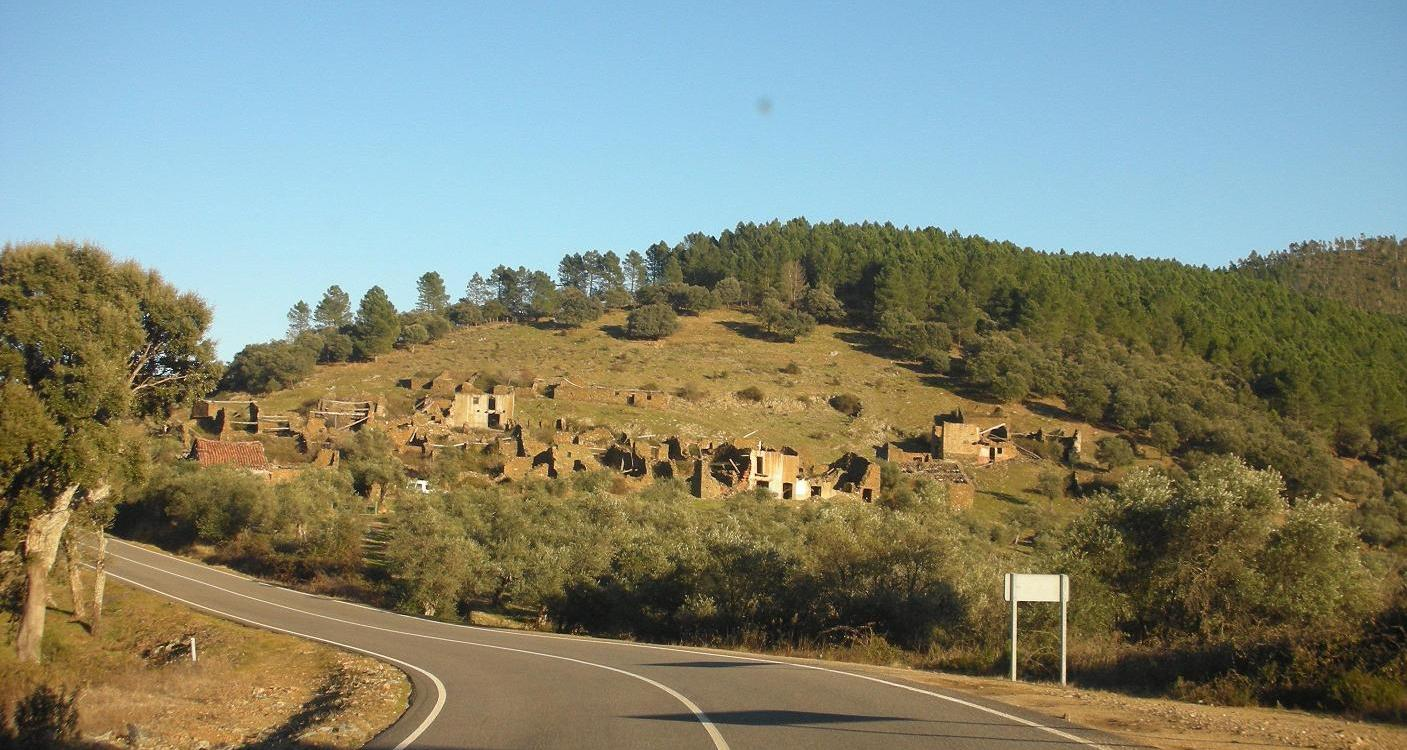
Vue générale de Cabaloria
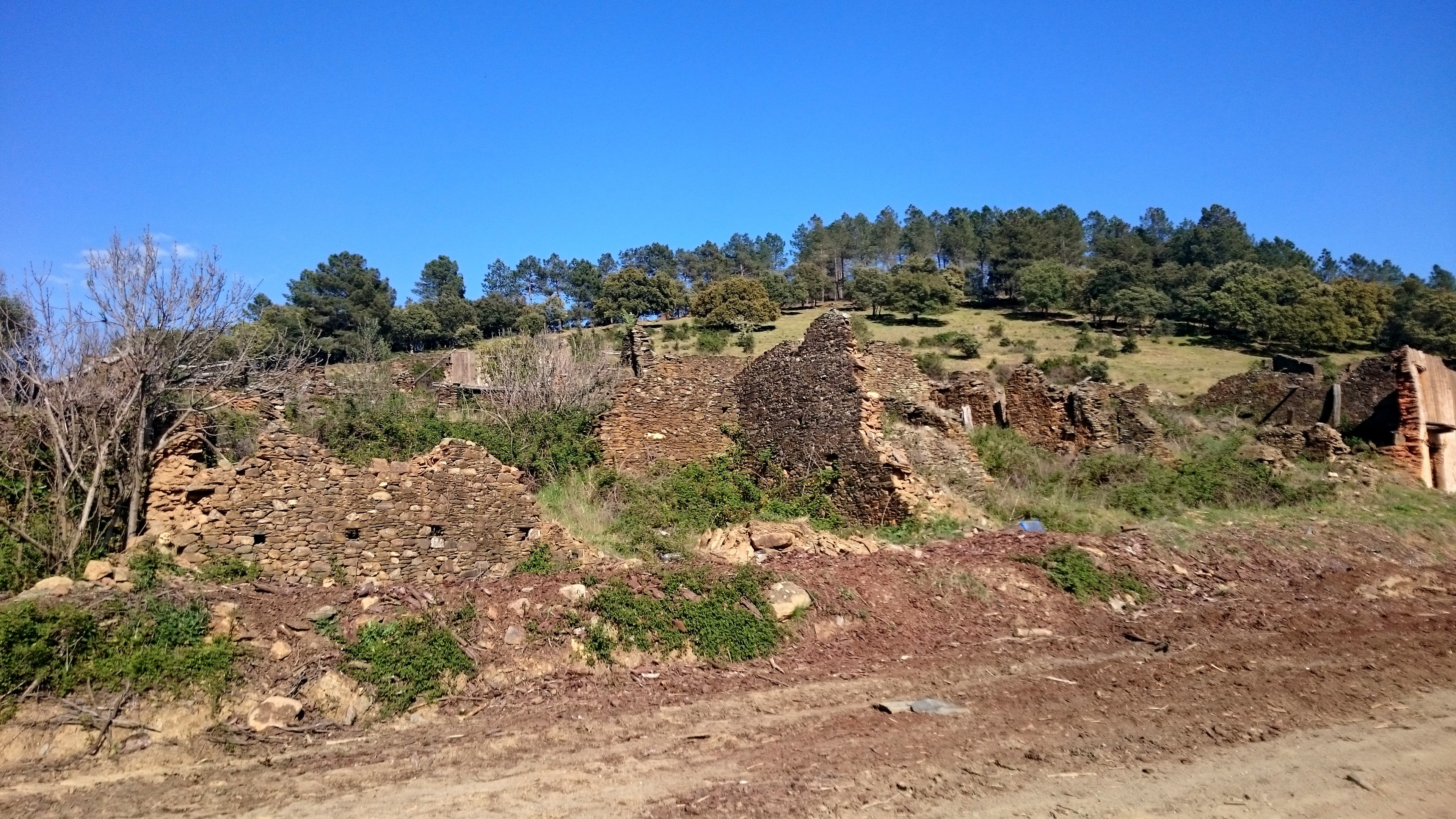
Ruines de Cabaloria
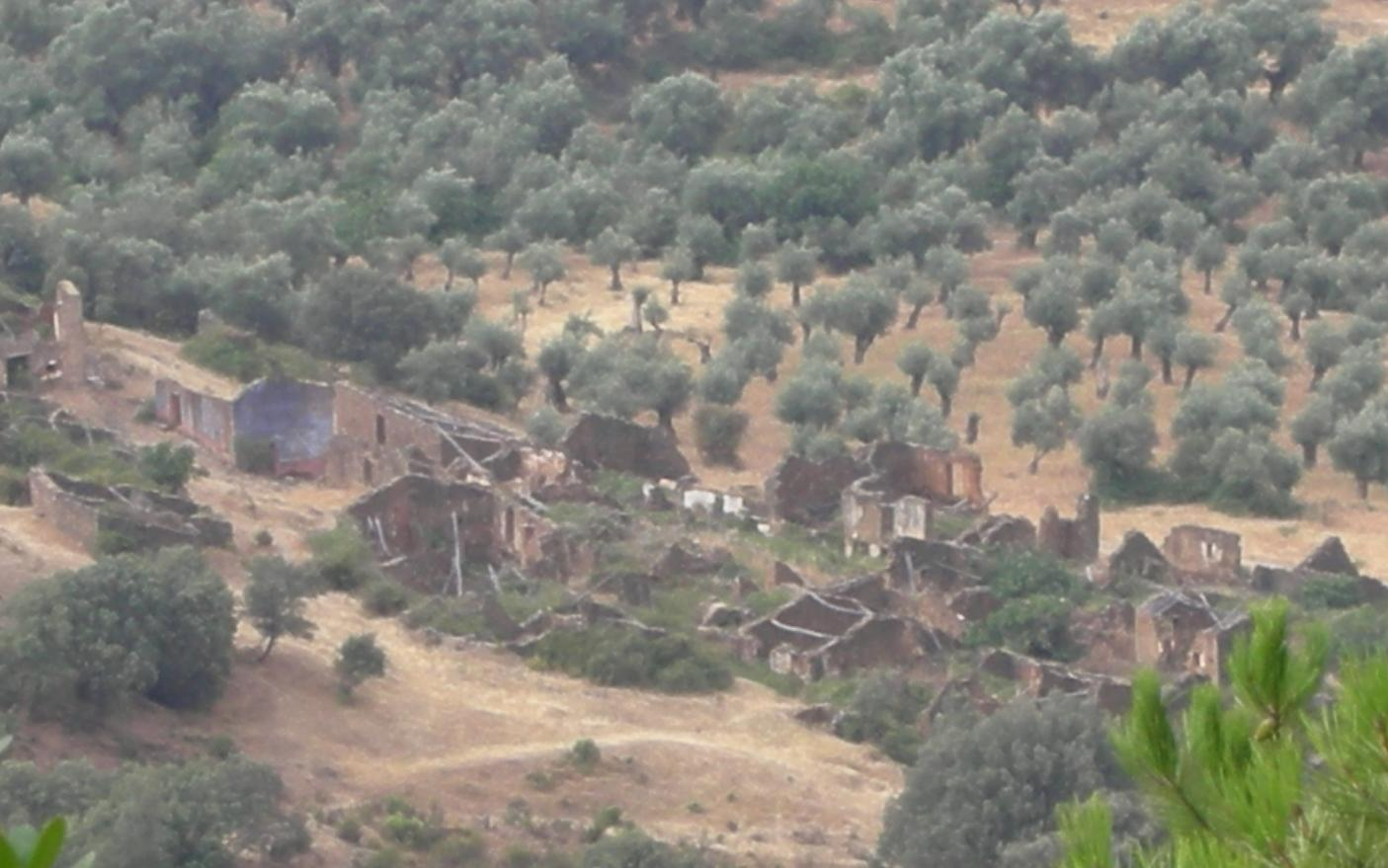
Hameau de Cabaloria
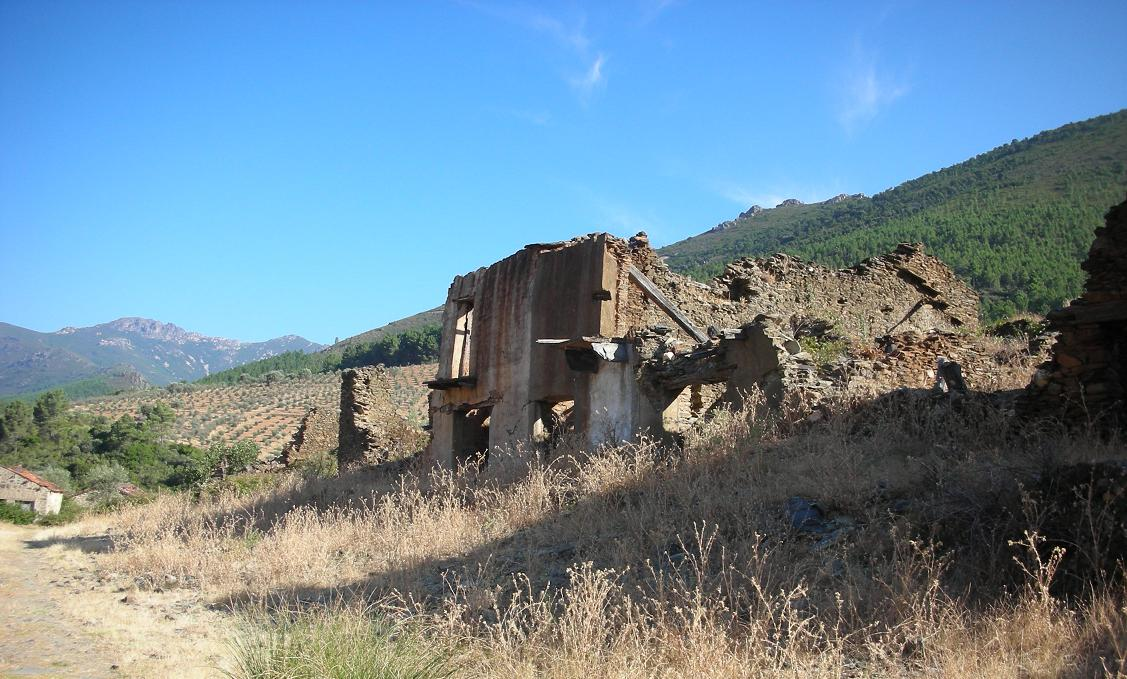
Ruines de Cabaloria

Martinebron :
À l'extrême sud-ouest de Sotoserrano dans les méandres de la rivière Alagón, après La Isla, se trouvent les restes d'un hameau (Alqueria). On peut affirmer que c'est une petite communauté juive qui édifia ce hameau de Martinebrón (Martín Hebrón) en 1692 fondée par le pape Innocent XII dans lequel jusqu'à 84 habitants se trouvaient en 1848. Il était composé d'une école, de maisons, d'une petite église (dédiée à Saint Domingo et qui se trouve actuellement à Alagón del Caudillo) et de moulins pour la fabrication d'huile.

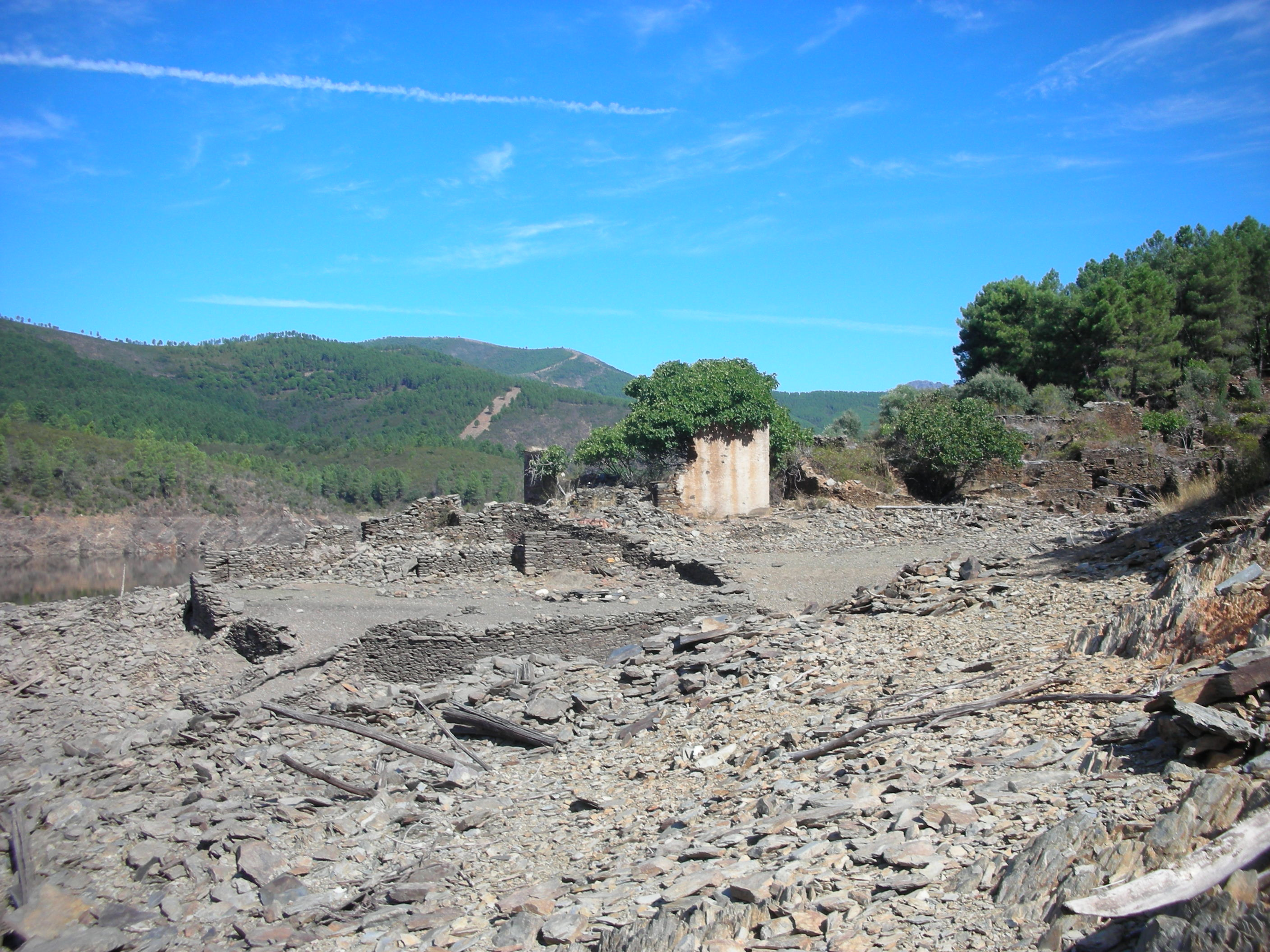
Ruines de Martinebron
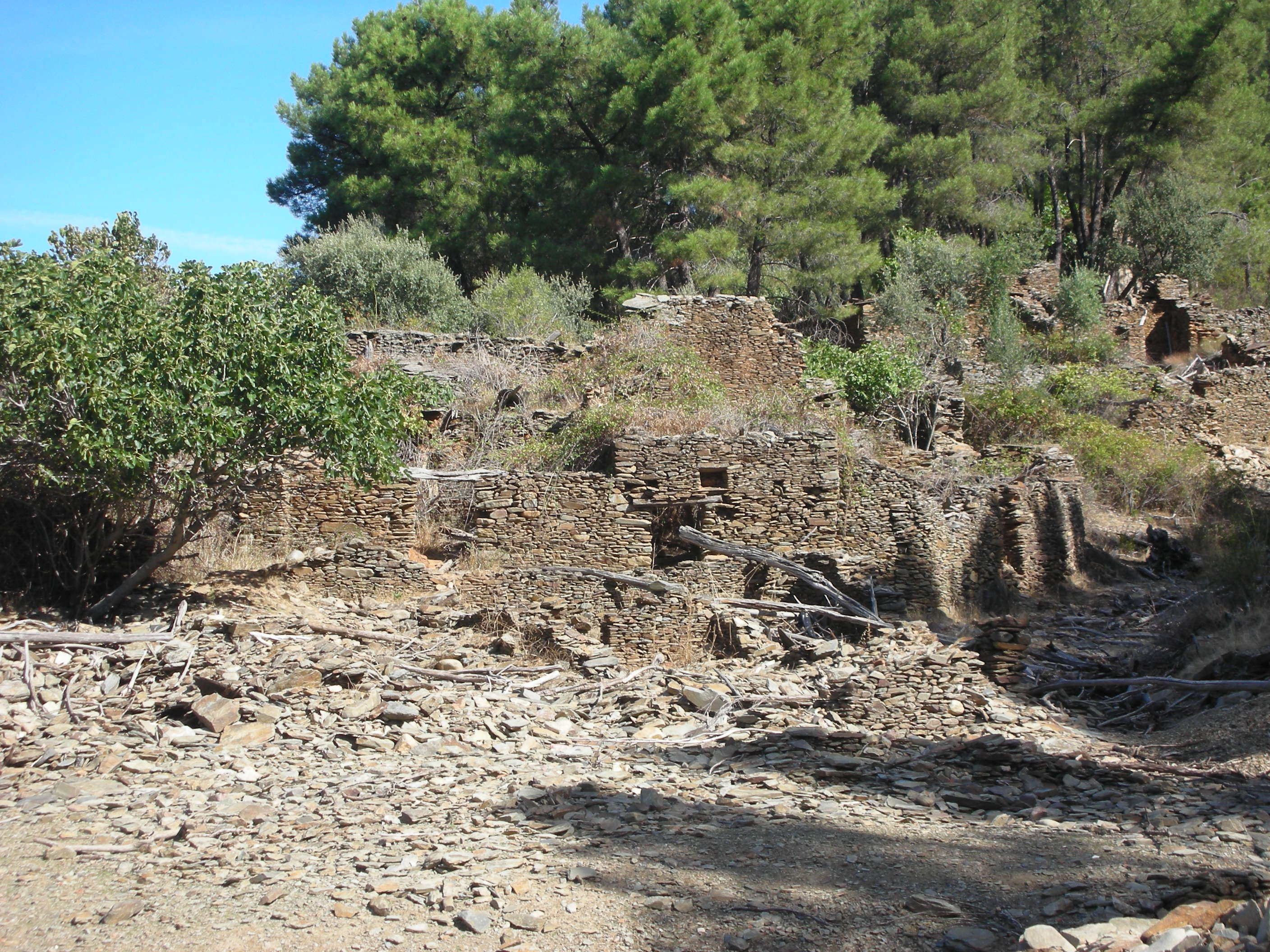
Restes de Martinebron
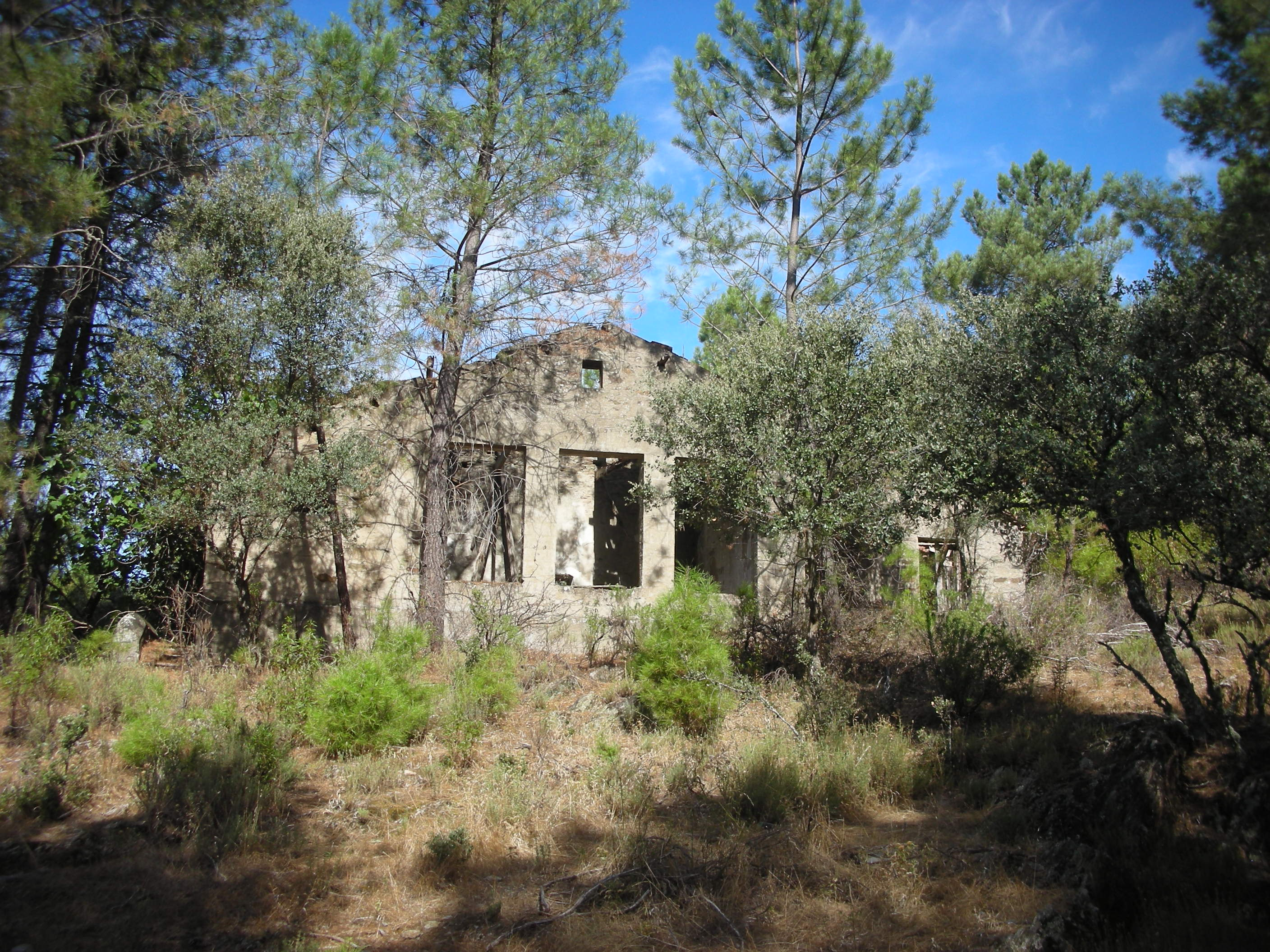
Ruines de l’église de Martinebron

## Administration

### Généralités
La commune de Sotoserrano fait partie de l'Intercommunalité de la Sierra de Francia qui regroupe les communes environnantes en vue de coopérer dans les domaines comme l'eau, les ordures, les transports, les infrastructures types piscines ou bibliothèques, l'aménagement et l'urbanisme.
Les communes faisant partie de l'Intercommunalité de la Sierra de Francia sont : La Alberca (chef-lieu), Las Casas del Conde, Cepeda, Garcibuey, Herguijuela de la Sierra, Madroñal, Miranda del Castañar, Mogarraz, Monforte de la Sierra, San Martín del Castañar, San Miguel de Valero, Sequeros, Valero, Villanueva del Conde.

### Mairie

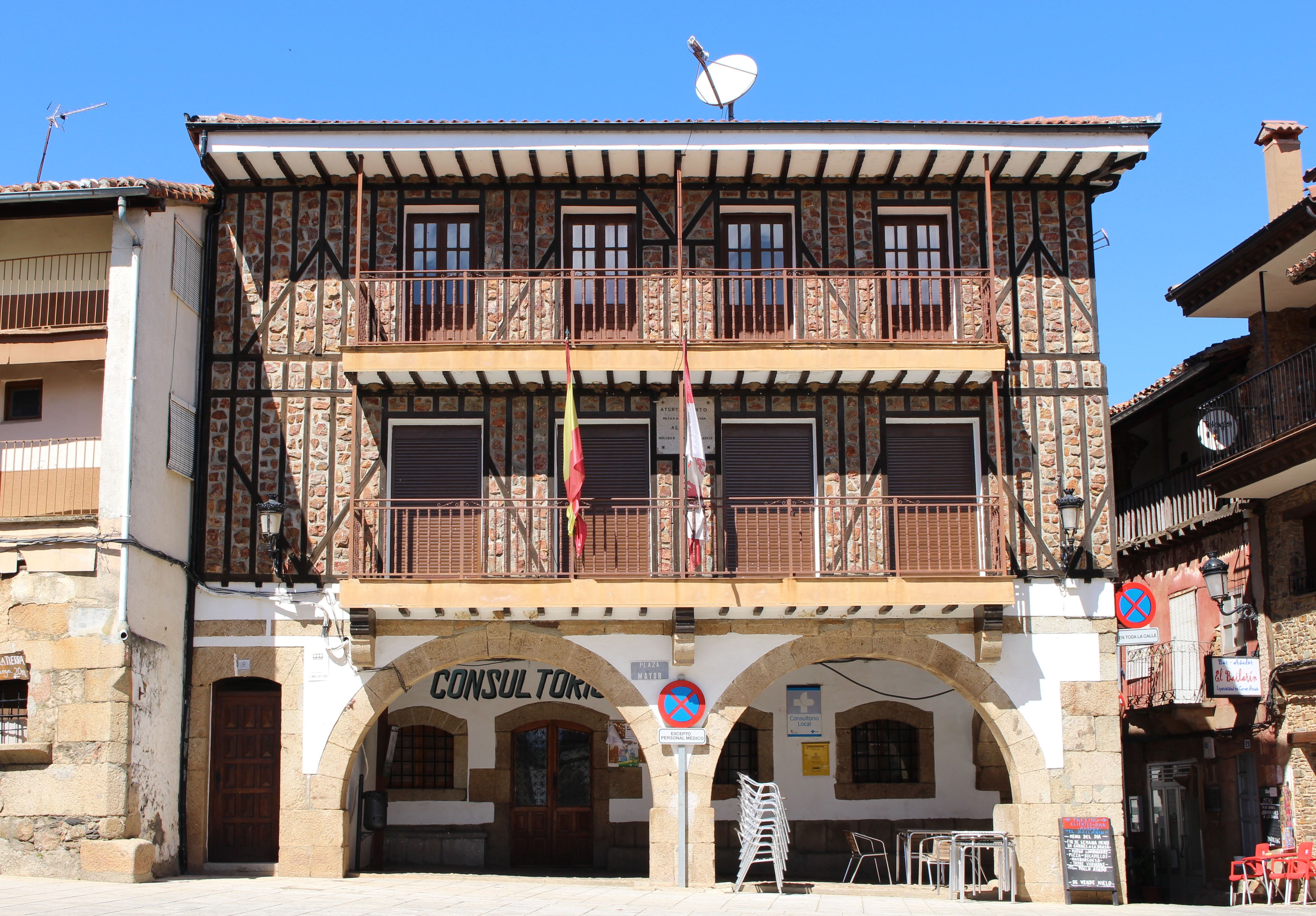
Mairie de Sotoserrano sur la Plaza Mayor.

Le conseil municipal est constitué de sept membres, dont le maire, deux adjoints au maire, quatre conseillers municipaux.
Le maire de Sotoserrano, depuis les élections du 25 mai 2003, est Sebastián Requejo Cabrera membre du PP.
Le conseil municipal actuel pour le mandat de 2011 - 2015 est composé de :
- Maire (Alcalde) : Sebastián Requejo Cabrera (PP)
- Adjoint au Maire (Tte. Alcalde) : Bienvenido Gayo Martín (PP) et Brigida Panchuelo Sánchez (PP)
- Conseillers municipaux (Concejal) : Genaro Pérez Romero (PP), Vicente Martín Martín PSOE, Joana Martín Vicente  (PSOE) et Lupicinio Romero Hernández (PSOE).

Le conseil municipal a été élu lors des élections municipales du 22 mai 2011 :
- Inscrits : 587
- Abstentions : 46 (7,84 % des inscrits)
- Votants : 541 (92,16 % des inscrits)
- Blancs et nuls : 17 (3,17 % des votants)
- Exprimés : 524 (97,88 % des votants)

Résultat du scrutin :
- Parti populaire : 301 voix, 56,47 %, 4 conseillers
- Parti socialiste ouvrier espagnol : 223 voix, 41,84 %, 3 conseillers

### Liste des maires de Sotoserrano
Anciens maires connus :
- Francisco González y Martín Gómez, en 1809 pendant la guerre d'indépendance espagnole (1808-1814)
- Santiago Gonzalez Martin en 1791.

| Période | Période | Identité                  | Étiquette | Qualité |
| ------- | ------- | ------------------------- | --------- | ------- |
| 1979    | 1983    | Octavio Perez Rodriguez   |           |         |
| 1983    | 1987    | Andres Marcos Martin      |           |         |
| 1987    | 1991    | Melchor Barrios           |           |         |
| 1991    | 2003    | Octavio Perez Rodriguez   |           |         |
| 2003    | ...     | Sebastian Requejo Cabrera |           |         |

## Économie
La principale économie du village provient de la vente de l'huile d'olive issue de la cueillette des olives et fabriquée dans la coopérative de la « Peña Lobera » puis de l'industrie charcutière dans l'élaboration de chorizo, jambons issus du cochon avec deux usines implantées depuis une dizaine d'années : « Marcos Salamanca », qui fut la première, puis et « Jamones el Charro ».

## Culture et patrimoine

### Église paroissiale
Église :

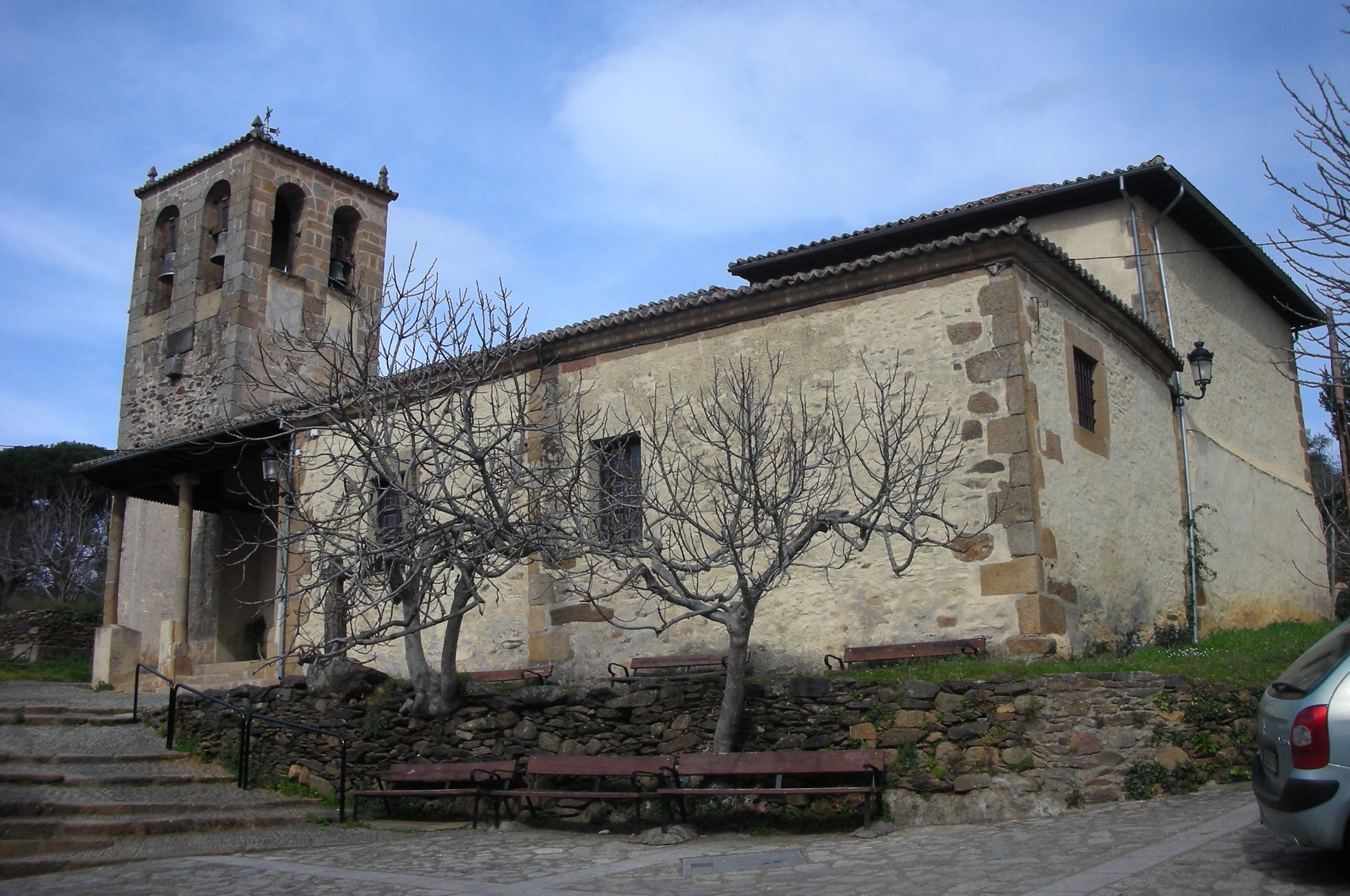
Église de Nuestra Señora de la Asunción.

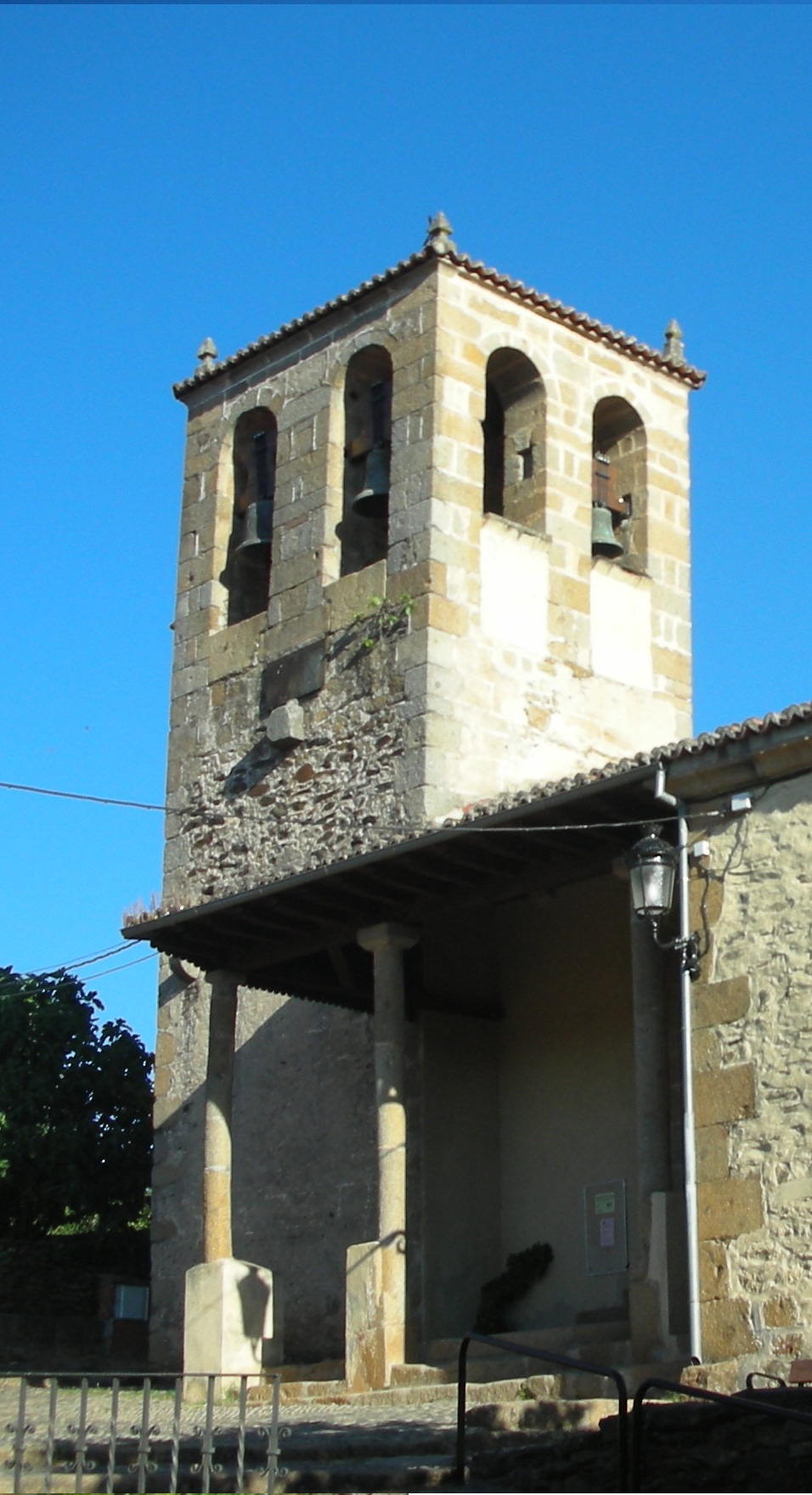
Campanile de l'Église.

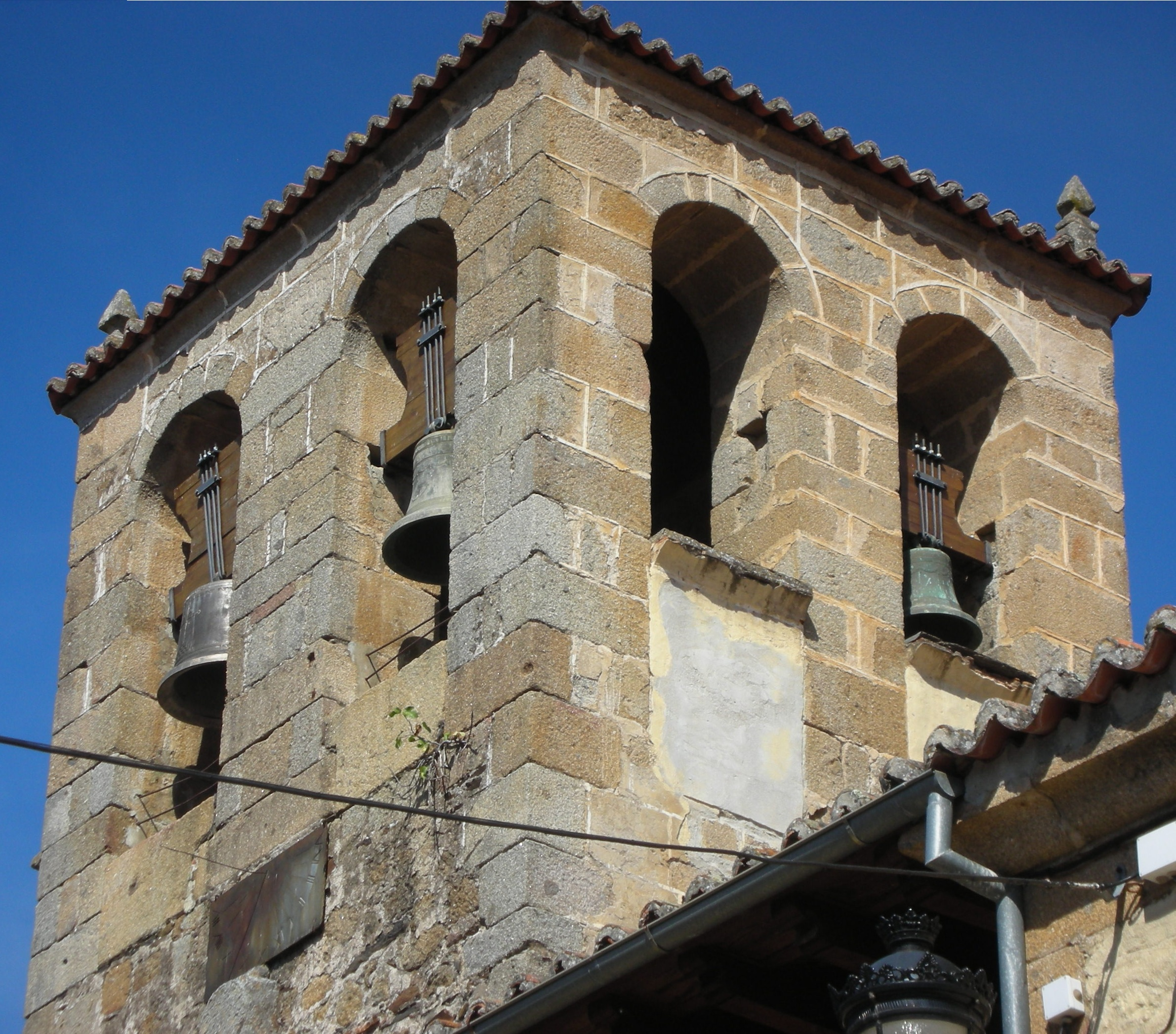
Détail des cloches de l'Église.

L'église paroissiale se trouve au nord du vieux village. Sa structure est principalement de style roman et son édification est datée durant les XIIIe et XVIe siècles  bien qu'elle ait été  rénovée ultérieurement. Les premiers registres paroissiaux (baptême, mariage, sépulture) datent de 1563 puis 1569 et 1575.
Elle est dédiée à Nuestra Señora de la Asunción ou de l'Assomption de Marie et selon les écrits ont déduit quelle fut construite à la demande du duc d'Albe et dépendante du diocèse de l’évêque de Coria jusqu'au milieu du XIXe siècle.
On y accède par un portique en façade sud et une porte de style roman et est formée dans son antre de trois nefs séparées par sept colonnes de 9 mètres de haut et comprend une chaire, un presbytère, une petite chapelle et un campanile. Sur la partie est, derrière l’autel, on peut apercevoir trois retables datant du XVIIIe siècle ; le retable du Grand Autel, retable de l’Immaculée et retable du Sacré Cœur (restauré pour ce dernier en 1996).
Campanile :
Le campanile déjà mentionné sur des écrits datant de 1549 se sectionna en 1839 dû à sa construction faite en pierres extraites de la rivière Alagón de très mauvaise qualité ; ce qui eut pour conséquence une réparation coûteuse et des travaux qui auront duré jusqu’en 1843. Les pierres pour la nouvelle construction furent extraites de la zone de Sotoserrano. Cette tour d’une hauteur de douze mètres a une couverture faite en tuiles arabes à quatre pentes. On peut apercevoir un cadran solaire sur sa façade sud. Trois des quatre façades ont chacune deux ouvertures en arcs plein cintre, formés par un demi-cercle qui supportent trois des cinq cloches de l'église.
Cloches :
Les cinq cloches du campanile sont de tailles et de poids différents et sont toutes de style romain. La première cloche est dédiée à Nuestra Señora de la Asunción et pèse 310 kg, la deuxième cloche est dédiée au Saint Sacrement et pèse 235 kg, la troisième cloche est dédiée à San Ramon Nonato (Saint du village) et pèse 178 kg, la quatrième cloche est dédiée à San José et pèse 125 kg et enfin la dernière cloche est dédiée à la Sacristie.
Elles furent installées dans le clocher en 1929 puis les trois plus importantes déplacées le 22 juin 1959 sur les arcs des façades est et sud à leurs emplacements actuels pour une meilleure sonorité, les deux autres restant dans la tour.

### Chapelles
Ermitage de L'humiliation :

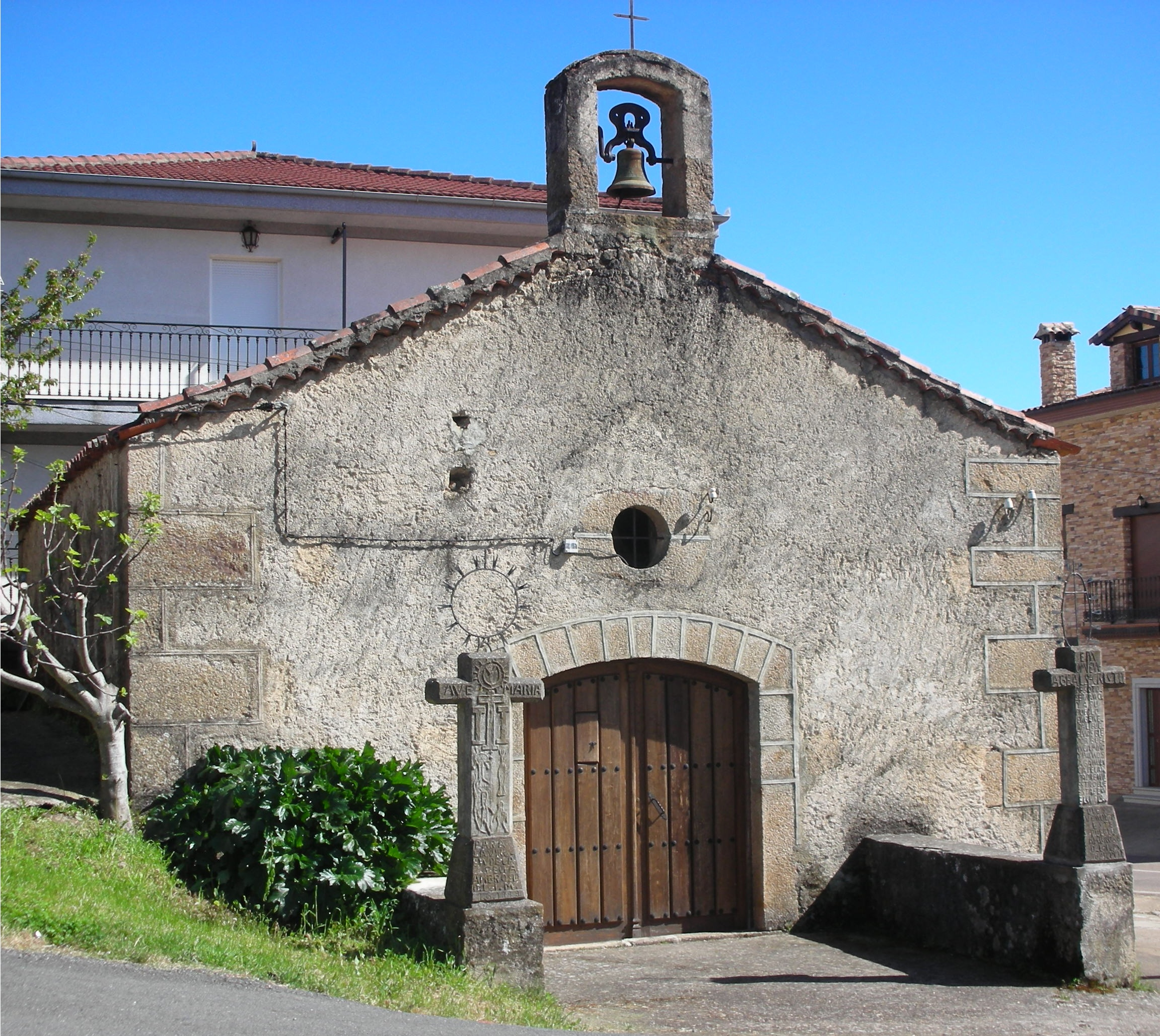
Chapelle de l'Humilladero.

De taille et d'architecture plus raisonnables à l'entrée du village sur la route de Béjar se trouve La Ermita del Humilladero dans laquelle se trouve l'effigie du Christ.
Ermitage Notre Dame de Servon :
Le Servon est un lieu-dit très proche de la commune de Valdelageve, quoique appartenant à la municipalité de Sotoserrano, nommé ainsi selon le nom du ruisseau qui y coule. Il existait dans ce lieu un ermitage nommé Nuestra Señora de Servon, dont il n'en reste aujourd'hui que quelques ruines. Le premier livre de comptes connu de la chapelle date de 1611 et le dernier de 1807. Nous savons qu'au XIVe siècle, entre 1311 et 1348, il existait déjà cette abbaye près du ruisseau Servon, qui nous conduit à supposer que la construction était plus ancienne et que des cérémonies religieuses ont été célébrées les siècles précédents.
La population qui venait tous les dimanches et jours fériés du village d'en haut de Valdelageve était composée essentiellement de personnes d'origine berbère qui vivaient dans cet endroit jusqu'au déclin après que le roi Philippe III décréta l'expulsion définitive des Maures d'Espagne en 1609.
Après la  guerre d'indépendance espagnole (1808-1814) l'ermitage fut  légèrement rénové et nous savons officiellement que le dernier ermite qui y vécut y résida entre les années 1820 et 1830.

### Anciens édifices notables
Hôpital des Pèlerins :
Dans le quartier du Château se trouve l’antique Hôpital des Pèlerins qui avait comme fonction depuis sa création au Moyen Âge non seulement de soigner mais d’accueillir les gens de passage, les vagabonds ou les nécessiteux.
Ces établissements dans certains cas étaient désignés comme des crèches et celui de Sotoserrano était appelé Puerta de la Lumbre de los Pobres et en 1687 il était nommé dans certains documents comme la Casa Hospital del Castillo. Il servait d’hébergement aux pèlerins puisque Sotoserrano et la Sierra de Francia étaient sur le tracé du Camino de Santiago depuis Séville jusqu’à Saint-Jacques-de-Compostelle.
En 1748 l’ancien Hôpital des Pèlerins était dirigé par le majordome Juan Gonzalez. C’est à partir du XIXe siècle que la Casa Hospital commence à décliner et est proche de sa fermeture due aux nombreux frais de participation à la reconstruction de l Église de Nuestra Señora de la Asunción. Il fut finalement vendu aux enchères publiques le 13 janvier 1957 à Sergio Martin pour la somme de 7025 pesetas pour devenir une simple maison d’habitation.
Architecture traditionnelle des maisons serrana :
La façade typique de la maison serrana est formée de blocs de granit au rez-de-chaussée et d’un chaînage de poutres en bois vertical et horizontal sur les étages supérieurs. Ce sont les éléments les plus caractéristiques du fronton. La technique du pisé, où les murs sont constitués d’un épais mélange de terre battue et de paille en torchis ou en terre compactée dans des coffrages en bois a été utilisée pour la composition de la structure de l’ensemble. Selon la richesse des habitants, la maison comprend un ou deux étages de hauteur.  Dans la plupart des cas il y en a deux.
Sur les toits les sorties de cheminées sont souvent remplacées par une cruche cassée posée entre les tuiles et parfois l’évacuation de la fumée se fait directement par une tuile soulevée du toit.
L'intérieur de l’habitation est organisé de façon particulière. La devanture du rez-de-chaussée comporte deux portes. Une donnant à un escalier menant aux pièces des étages supérieurs et une autre très large destinée à une salle multifonctionnelle qui est largement utilisée comme étable ou garage et parfois peut accueillir une petite cave.
Le premier étage consacré au logement est composé de deux ou plusieurs pièces avec leurs propres chambres. La plus grande dispose d'un salon avec vue sur la rue au travers d’un balcon.
Le deuxième étage est composé d’une autre chambre et de la cuisine. Au-dessus de la cuisine un  espace de stockage est situé au-dessus de l’âtre et sert au séchage de la charcuterie (saucisse, chorizo, jambon…) et autres produits de réserve.

### Patrimoine architectural

#### Fontaines

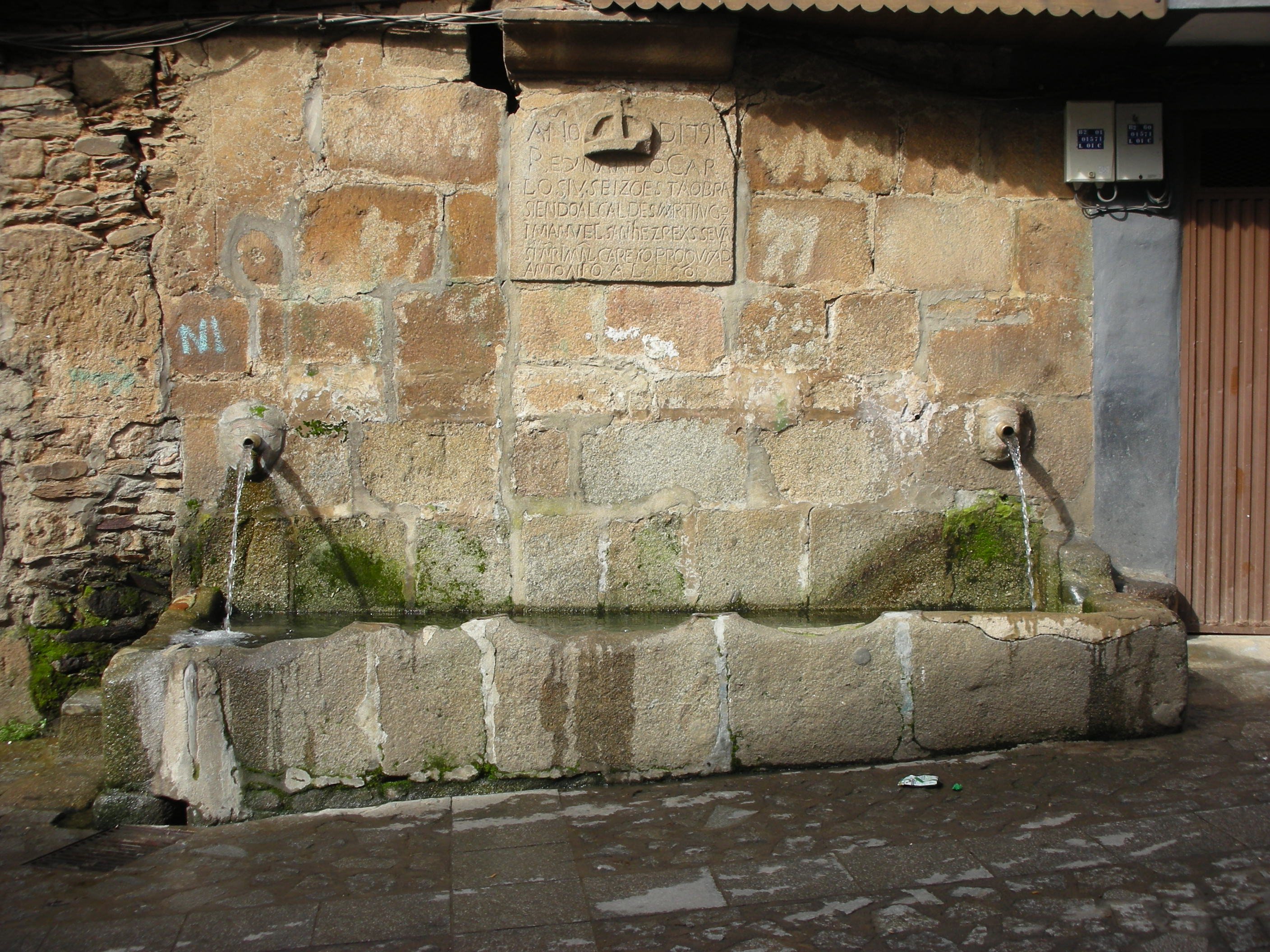
Vue de la fontaine El Pilon.

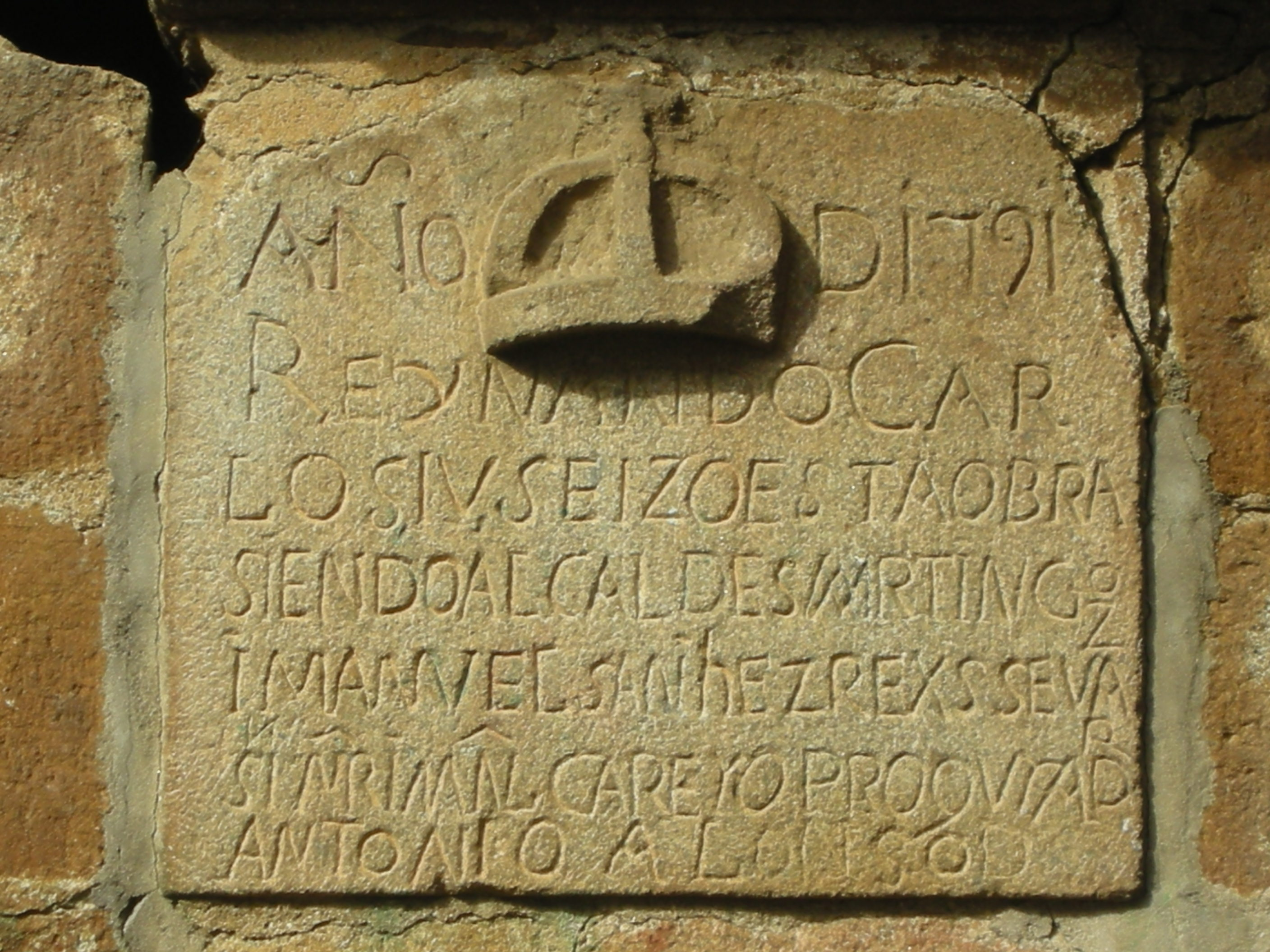
Vue de la stèle de la fontaine El Pilon.

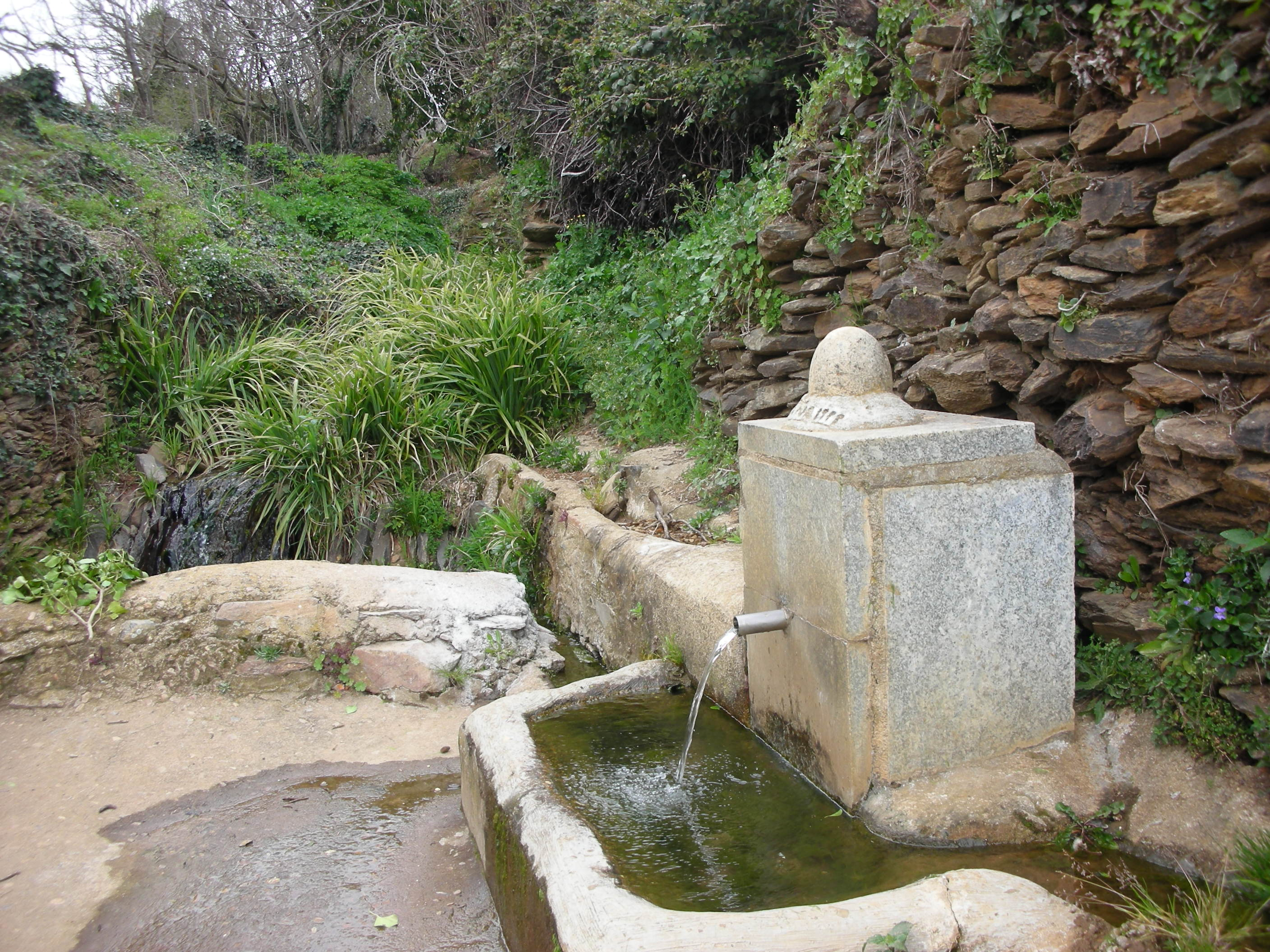
Fontaine de Maricabosa.

Il existe trois fontaines dans le cœur ancien de Sotoserrano.
Fontaine El Pilon (fuente El Pilon)
La fontaine est située sur la Calle Bienvenido Marcos toute proche de la Plaza Mayor et est connue sous le  nom de  Fuente El Pilon.
Elle a été inaugurée le 24 décembre 1791 pendant le règne de Charles IV Roi d'Espagne et en présence du  maire du village  Don Santiago Gonzalez Martin, comme l'indique la plaque gravée au-dessus de la fontaine et sur laquelle on peut y lire ceci :
de l'année 1791

Régnant CARLOS IV 

a pris ce travail

en tant que maire

Santiago Gonzalez et Manuel Martin

Sanchez REXS

Imbriquée est simrimal pro9vmd

dL Antonio Alonso
C'est la plus importante fontaine du village du fait de sa situation et de son débit permanent, elle mesure 2,5 m de long, 1,2 m de large et 0,75 m de haut ; ce qui fait une capacité de 2 250 l d'eau environ. Elle est alimentée par une source nichée sur les hauteurs du village voisin de Herguijuela de la Sierra se trouvant bien plus haut que Sotoserrano et s'écoule en direction de la rivière Alagón (point bas hydrographique de la commune). Elle fut bâtie sur les bases d’une fontaine déjà existante depuis au moins 1748.
C'était la principale (et longtemps unique) source d'eau pour les besoins de consommation et hygiénique des villageois jusqu'à l'arrivée de l'eau potable dans les maisons de la commune dans les années 1972 à 1974. Détail : le réseau d'assainissement fut créé à la même période.
Fontaine del Pino (fuente del Pino)
Cette fontaine est située à l'extrémité ouest de la Calle del Pino. Elle est alimentée par la même source de la fontaine El Pilon qui est  sur les hauteurs du village voisin de Herguijuela de la Sierra.
Fontaine de Maricabosa (fuente de Maricabosa)
Placée sur la Calle Pancocho, elle se situe sur la limite de l'enceinte du village et des premiers terrains agricoles au nord est du vieux bourg. Sa source est indéterminée. D'un débit faible mais permanent, elle ne sert que très peu pour l'irrigation des potagers limitrophes des maisons.

#### Linteau sculpté
Dans le village de Sotoserrano on peut apercevoir, sur une cinquantaine de vieilles maisons au-dessus des portes d'entrées des habitations, des linteaux en bois ou en pierre de taille sculptés de symboles ou de chiffres.
Ces insignes sont des symboles religieux chrétiens et les nombres correspondent à l'année de la construction de la maison. Il y a des croix chrétiennes sculptés de toutes sortes (rosettes) et des initiales comme Ñ D  pour Sainte Mère, Ave Maria Purisima ou JHS pour Jésus Hombre Salvador (en l'honneur du Christ).

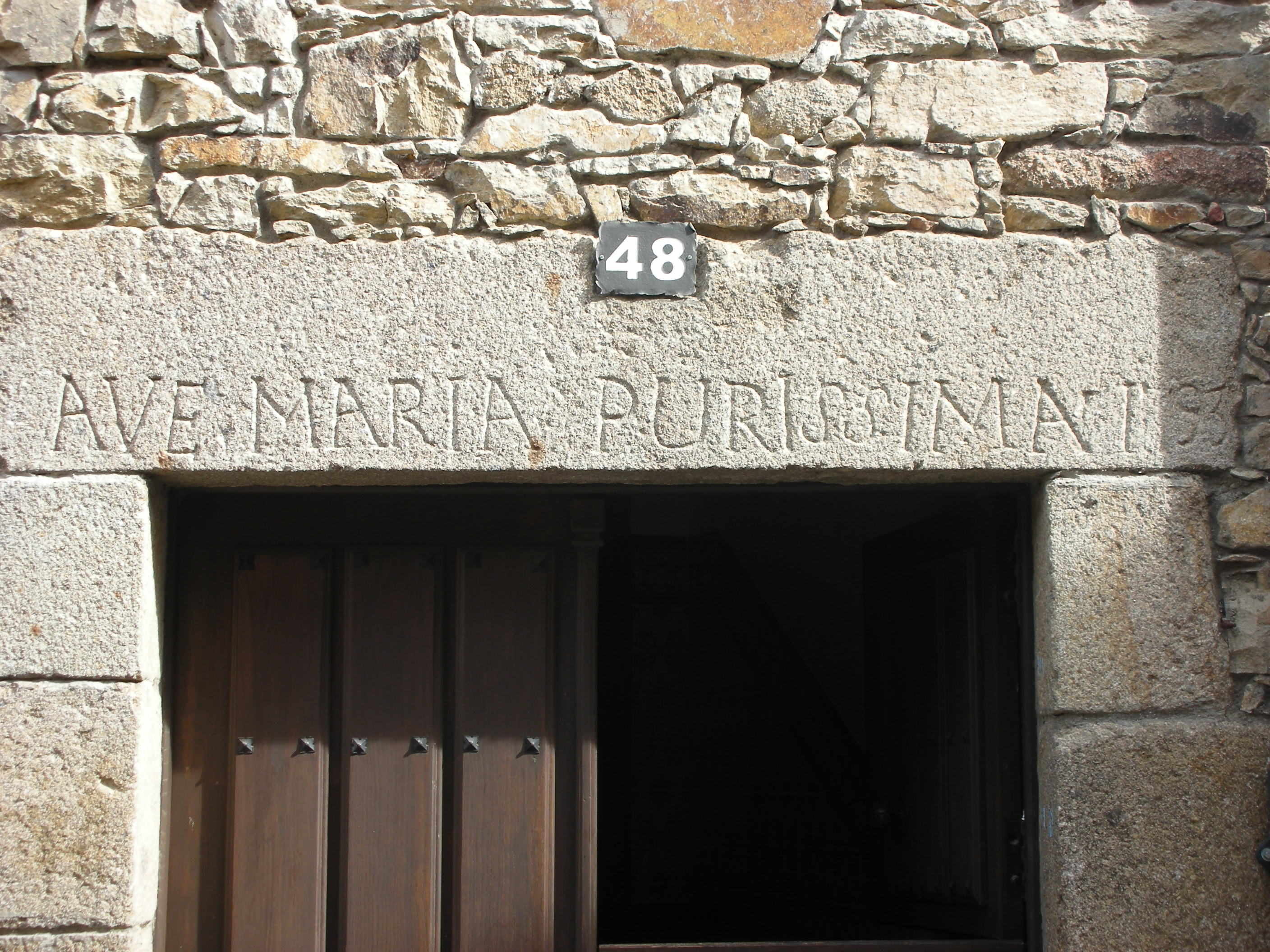
Linteau Ave Maria Purissima - Année 1793
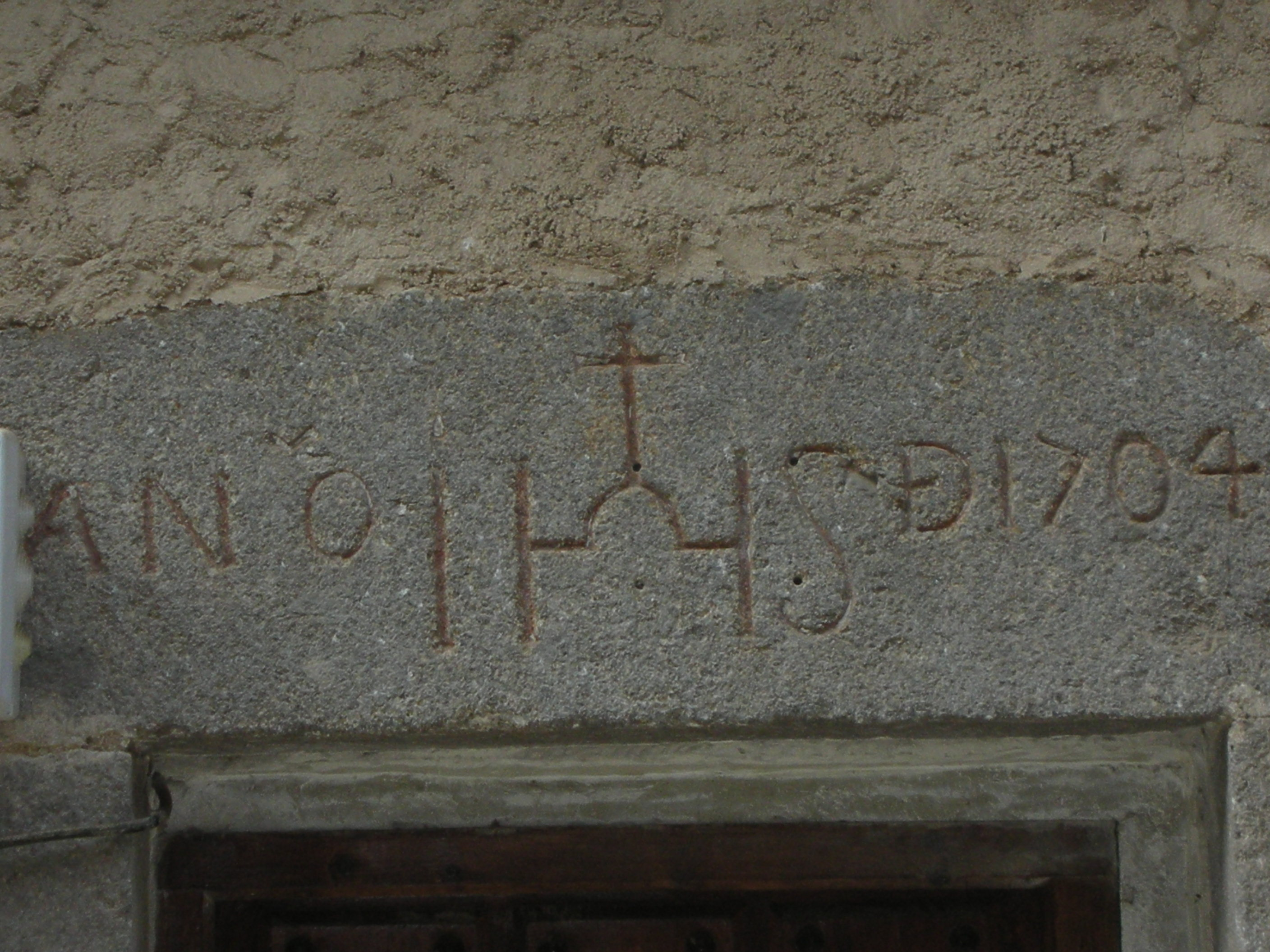
Linteau année 1704
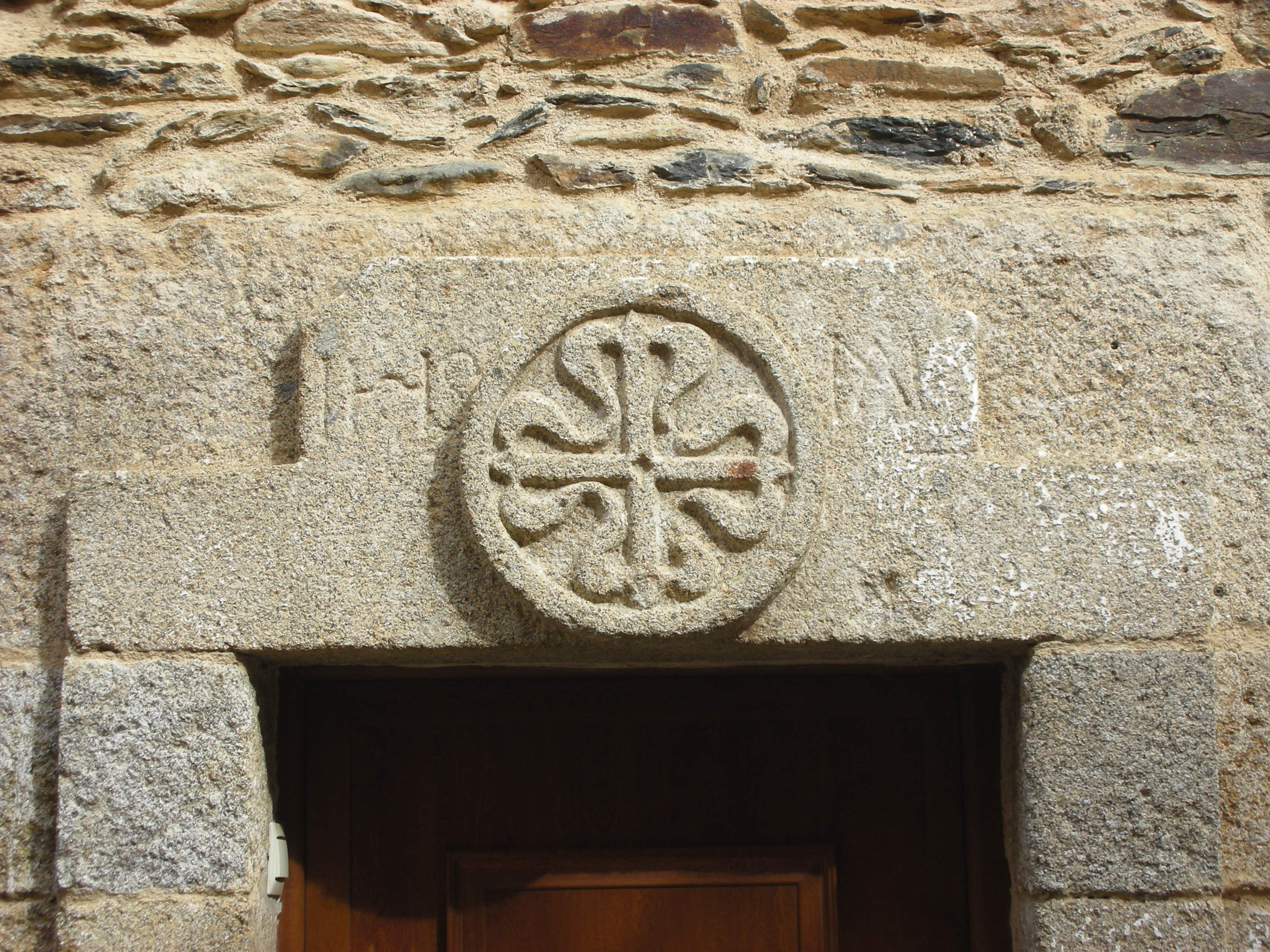
Linteau avec Rose-Croix Chrétienne
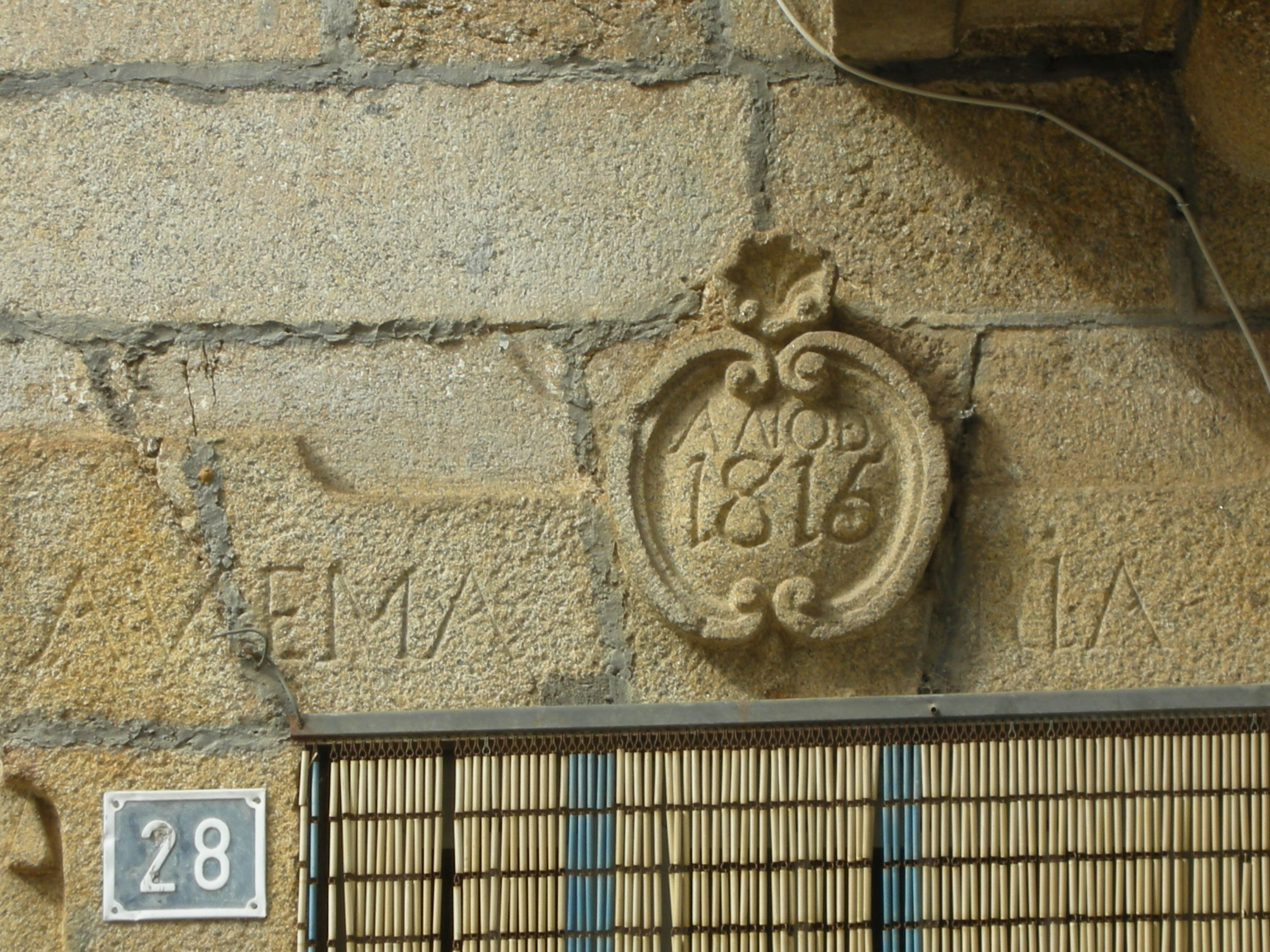
Linteau Ave Maria - Année 1816

### Héraldique
Le premier décembre 1574 lors d'un formulaire rédigé par le diocèse de Coria, on demande aux habitants du village de répondre aux interrogations du clergé au sujet du blason et des armoiries ; il est répondu que la commune de Sotoserrano n'en a pas.

### Patrimoine naturel
La commune de Sotoserrano se trouve incluse dans le Parc Naturel de las Batuecas-Sierra de Francia comme 14 autres communes. Le Parc Naturel de las Batuecas-Sierra de Francia fait partie du contrefort occidental de la Cordillère centrale, ses sommets les plus hauts sont le Pic Hastiala (alt. : 1 735 m) et la Peña de Francia (alt. : 1 723 m) et son point le plus bas se trouve aux bords de la rivière Alagón sur la commune de Sotoserrano (alt. : 400 m). La déclaration du Parc Naturel est datée du 11 juillet 2000 et la déclaration de Réserve de biosphère de 2006, sa superficie est de 31 802 ha.
La Sierra de Francia dont fait partie Sotoserrano a été déclarée Réserve de biosphère par l'UNESCO lors de sa réunion à Paris en octobre 2006.

## Us et coutumes
«La Matanza»
Depuis quelques années la mairie de Sotoserrano a remis au goût du jour vers le début du mois février une célébration : la Matanza del cerdo, qui n'est rien d'autre que le pèle porc (mise à mort du porc pour confection du chorizo et préparation du jambon et du lomo). Toute la population est invitée sur la place du village à assister au pèle porc comme il se faisait traditionnellement dans les anciens temps. Pour l'occasion la mairie offre aux personnes présentes, pendant la préparation du porc, de l'eau-de-vie accompagnée de pâtisseries typiques du village au son de la flûte et du tambourin puis vient la dégustation de la viande grillée sur des braseros.
«Magosto»
Le 5 novembre de chaque année a lieu la fête de la châtaigne sur la place du village. Dans un immense brasero on cuit des châtaignes pour les distribuer aux villageois.
«La Loa»
La Loa est une représentation théâtrale de courte durée qui se joue sur la place du village lors des fêtes de San Ramon Nonato.

À l'origine la Loa apparaît au Moyen Âge au XVIIe siècle dans des troupes nommées Cofradías au temps de la splendeur du théâtre espagnol.

Elle est écrite entièrement en vers pour commémorer certains faits mélangeant le religieux et le profane, comique ou sérieux, où s'opposent le bien et le mal ; le bien sort toujours vainqueur. Les acteurs sont les propres villageois de Sotoserrano. La pièce fut écrite par des religieux et transmise par voix orale par les habitants du village car beaucoup en étaient les acteurs, apprenant entièrement le texte de la Loa, ce qui a permis la transmission jusqu'à nos jours.
«El Judas»
Pendant la célébration et les festivités de la Semaine sainte les jeunes du village fabriquent un pantin de paille, nommé Judas. La nuit du Samedi Saint ce pantin est suspendu grâce à une corde au centre de la place du village ; il reste ainsi tout le temps du dimanche de la Résurrection et quand vient l'après-midi du lundi de Pâques il est battu jusqu'à ce qu'il tombe pour ensuite être brûlé dans un bûcher.
«La Aleluya»
Pendant la cérémonie de la Semaine Sainte il est habituel de sortir le jour du Dimanche de la Résurrection le Christ Ressuscité en procession tout au long du village pour qu'il retrouve sa Mère, et lors des retrouvailles des cantiques sont récités.
«La Alborada»
La Alborada est une tradition très ancestrale puisqu'on en trouve trace au XIXe siècle lorsqu'en 1813 les troupes françaises qui étaient dans cette zone lors de la guerre d'indépendance en ont fait référence.
C'est une cérémonie qui a lieu la veille de mariage, à vingt-deux heures, chez les parents de la future mariée en présence des fiancés, accoudés au balcon ou à une fenêtre. Tous les amis, voisins ou personnes de la famille réunis commencent à chanter une petite aubade d'au revoir. À la fin de cette célébration les fiancés offrent à tous les participants des friandises typiques du village accompagnées de boissons.

## Manifestations
Durant toute l’année la commune de Sotoserrano organise ou prend part à diverses manifestations (religieuses ou sportives), en voici une liste exhaustive : 
- La  Matanza  ; le deuxième samedi de février. La prochaine matanza aura lieu le 17 février 2018
- Randonnée VTT  la première quinzaine de mars
- Descente en canoë ; fin avril
- Rassemblement équestre pendant la  première semaine de mai
- Exposition de meutes de chien de chasse ; mi-mai
- Fête de  San Ramon  ;  le  31 août
- Fête du  Cristo Bendito  ;  le 14 septembre
- Magosto  ;  en  novembre

### Fête deSan Ramón
La fête de San Ramón est une période de cérémonie dans la commune de Sotoserrano en l’honneur du saint patron du village qui débute le 30 août et se termine le 2 septembre.
Chaque année, la fête s'articule autour de différents moments forts, tels que :
- les commémorations religieuses (messe, procession) (31 août).
- danses et chants folkloriques.
- la Loa.
- la fête populaire et divers concerts organisés sur la place du village (30 août au 2 septembre).
- les animations pour les enfants.
- la corrida (1er septembre).

Sélection de vues des danses folkloriques.
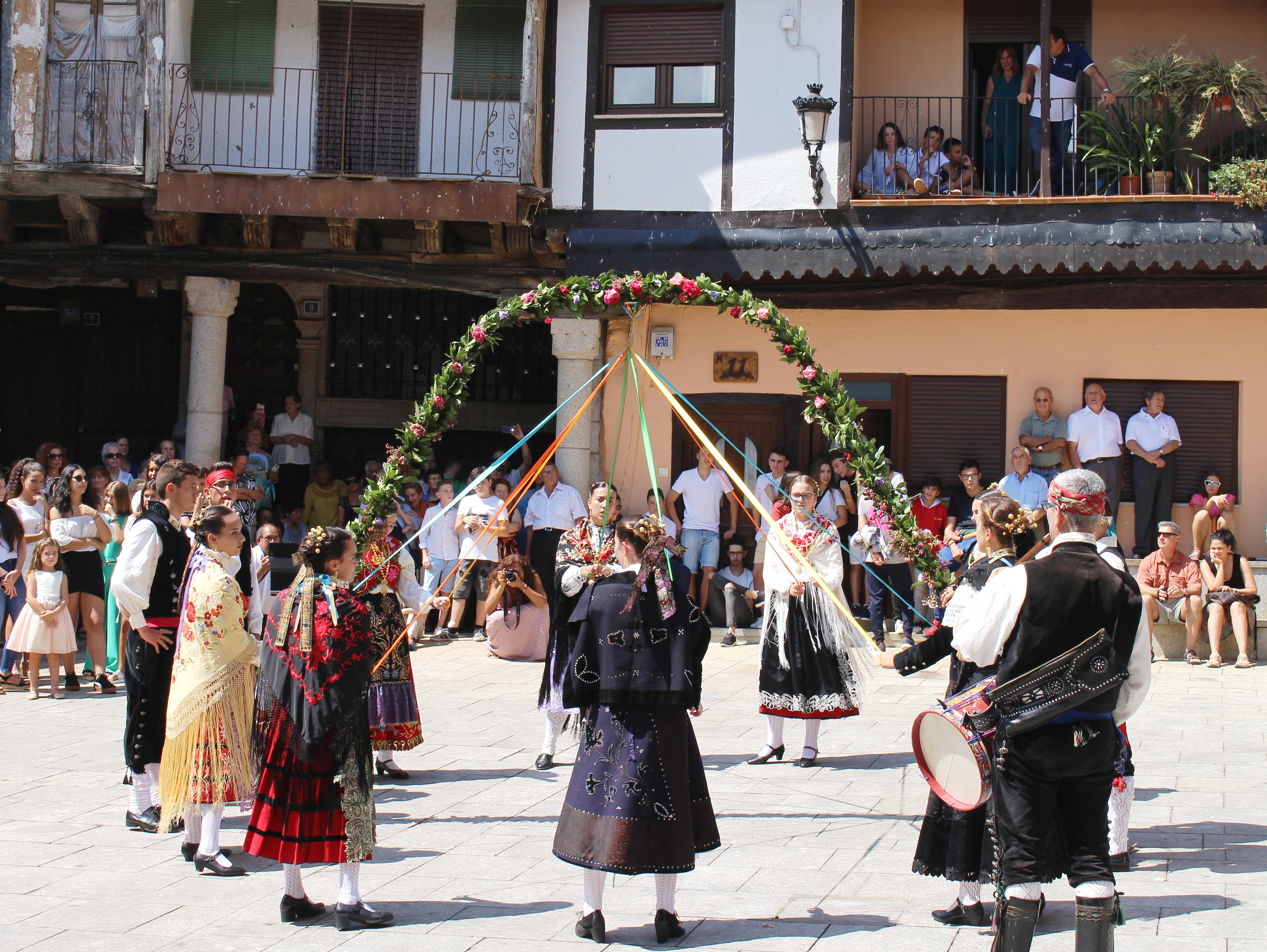
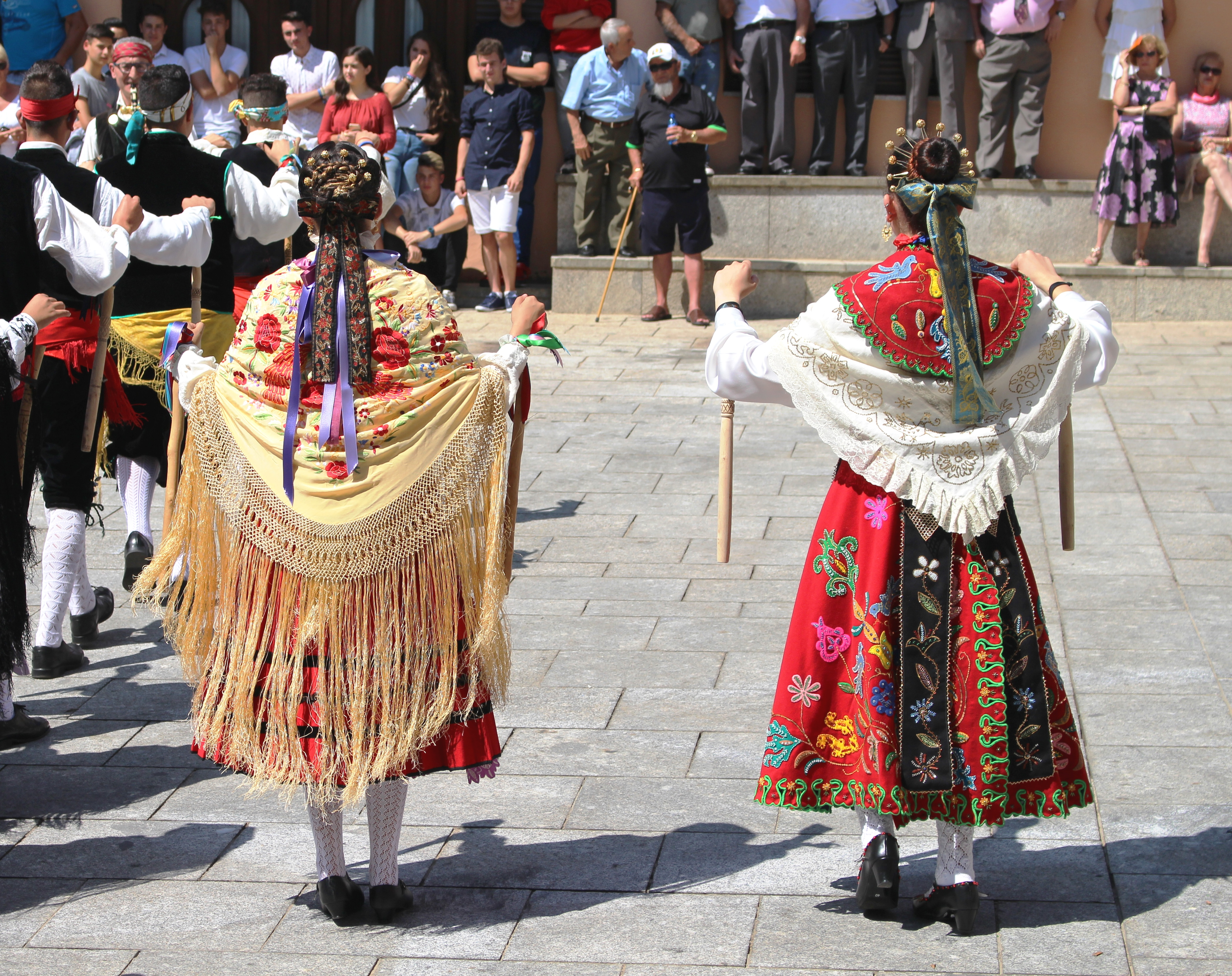
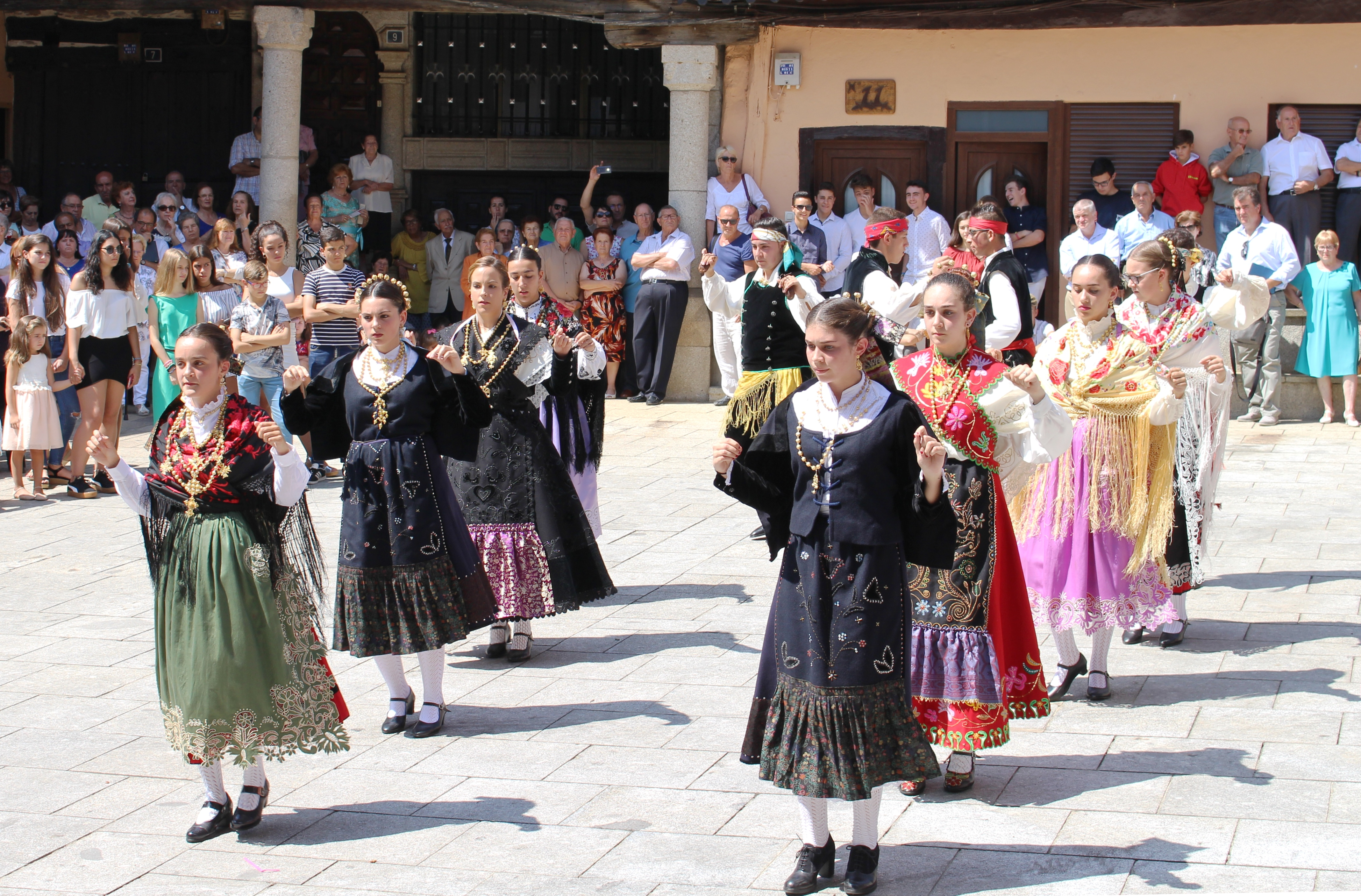

#### Saint
Raymond Nonnat (espagnol : San Ramón Nonato) est le saint du village et la fête principale lui est entièrement dédie. Il est né en 1204  dans le diocèse d'Urgel en Catalogne. Il a été appelé "Nonnatus" (de non natus en latin) qui signifie «pas né», en raison de sa naissance inhabituelle par césarienne, issue de sa mère qui est morte pendant l'accouchement. Il est universellement invoqué comme patron des sages-femmes, des femmes enceintes et en tant que protecteur de l'enfant à naître.
Il est devenu membre de l'Ordre des Mercédaires en 1222, fondé par Saint Pierre Nolasque pour le rachat des captifs catholiques dans les Maures d'Afrique du Nord. La règle voulait qu'ils prennent la place des esclaves chrétiens et tiennent lieu d'otages tant que l'argent de la rançon ne pouvait pas être rassemblé. C'est ainsi qu'il se livre lui-même contre quelques captifs esclaves et en profite pour évangéliser ses compagnons d'infortune et pour baptiser quelques musulmans convertis. Devant ces actes, ses geôliers le fouettent, et lui percent les lèvres avec un fer rouge et y mette un cadenas qui n'est ôté que quand on veut bien lui donner à manger. Il est sauvé par son ordre en 1239 et revient en Espagne.
Le pape Grégoire IX le fait cardinal, mais sur le chemin de Rome il meurt lorsqu'il est saisi d'une fièvre violente à Cardona, à peu près à 10 km de Barcelone, le 31 août 1240. Son corps est transporté à la chapelle de Saint-Nicolas dans son ancienne ferme.

Raymond Nonnat est canonisé par le pape Alexandre VII en 1657. L'église célèbre sa mémoire le 31 août de chaque année.
C'est à partir de 1802 que la confrérie de San Ramón qui existe à Sotoserrano réussit à imposer à la paroisse du village et à ses dévotes son culte et que le 31 août, Le «Grand Jour De Sotoserrano», soit le jour des festivités de San Ramón.

#### La procession

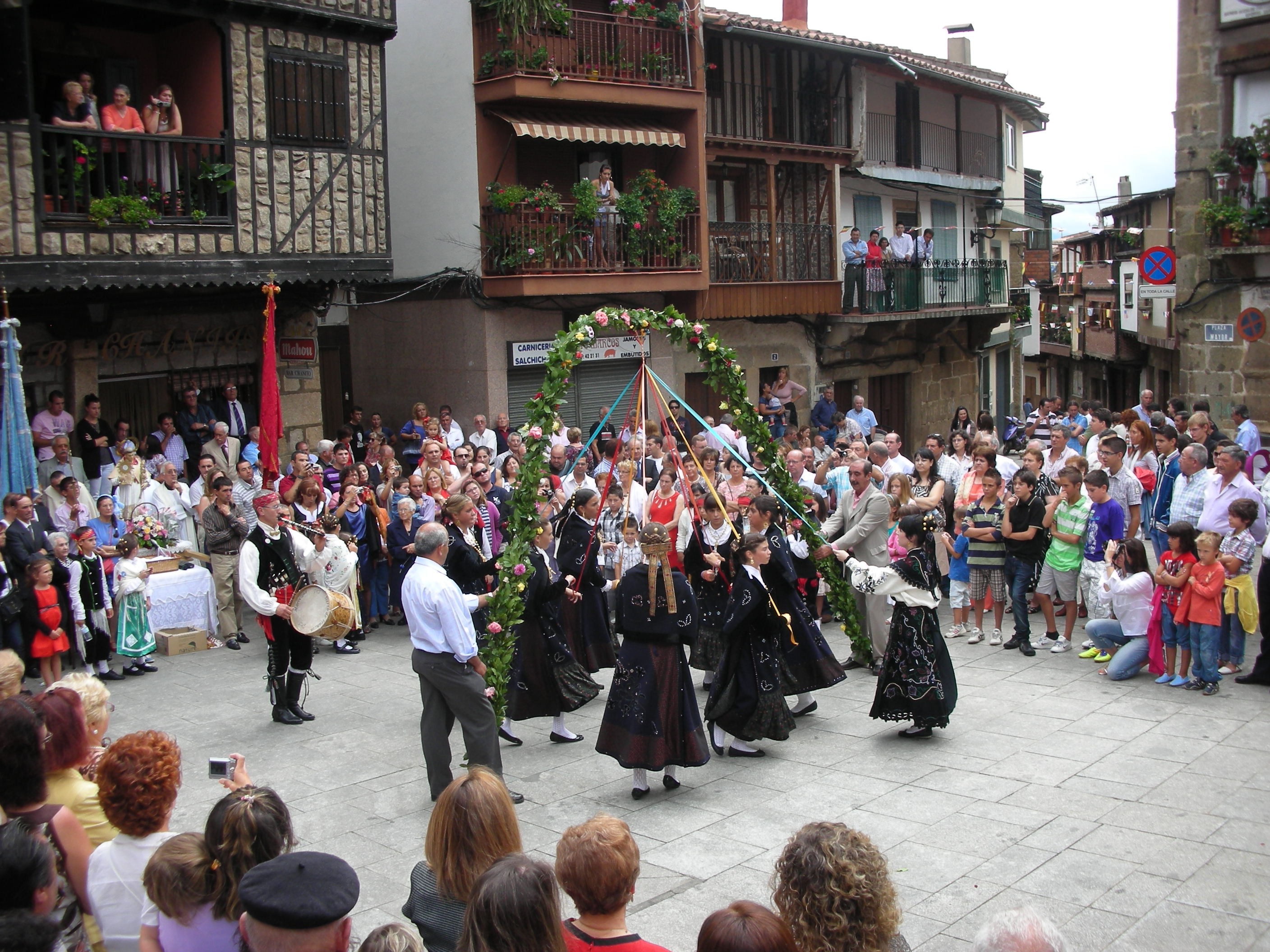
Danse folklorique lors de San Ramón - 31 août 2011.

Le 31 août après la messe qui a lieu à midi à l'église de Nuestra Señora de la Asunción, les autorités civiles et religieuses, les responsables des Peñas et des corporations, ainsi que d’autres personnalités de la ville accompagnent l'effigie de San Ramón Nonato à travers les rues de la cité jusqu'à la Plaza Mayor. Le cortège est animé par la banda municipale au son de la musique des gaiteros.
À cet instant a lieu l' Espigorio qui est l'acte principal des fêtes de San Ramon; la statue de San Ramón est déposée sur la place et les hautes autorités en premier puis tous les villageois de la commune passent en file indienne devant San Ramón pour émettre des vœux et des souhaits de bonne santé et de protection. Les villageois lui offrent de l'argent qui servira entre autres au bon entretien de l'église, toujours accompagné au son du joueur de flûte et du tambourin.
Durant la matinée ont lieu des chants et des danses traditionnelles exécutées par des jeunes filles de la commune vêtues en tenue d'époque sur l'esplanade du village puis la pièce de théâtre la Loa est mise en scène.

#### La corrida
Autrefois jusqu'à la fin des années cinquante avait lieu la veille de la corrida (avant l'époque des camions transporteurs de bétail), l’encierro, au vrai sens espagnol du terme. Ceci consistait à conduire les taureaux des élevages situés dans la provincia de Salamanque (très pourvoyeuses en taureaux de grande renommée pour les arènes de toute l'Espagne) jusqu'aux villages où les bêtes devaient participer à la corrida.
Afin de faire ce trajet sans incident, les taureaux étaient encadrés par des cabestros (bœufs dressés) dirigés par des cavaliers. Lors des traversées des villages de la Sierra, il arrivait souvent que les jeunes villageois tentent de faire échapper les bêtes, afin de s’en amuser. Afin de limiter les risques de voir leurs taureaux leur échapper, les gardians leur faisaient donc traverser le village au galop, à la vitesse la plus élevée possible.
La corrida se tient le 1er septembre a 18h30  sur la Plaza Mayor, dont les issues sont barrées pour l'occasion par des barricades (burladero) qui encerclent le périmètre de la place et permettent aux personnes d'assister au spectacle. Cet usage s'est perpétué jusqu'à nos jours mais les installations métalliques plus sures ont remplacé les anciennes barricades en bois. Cette corrida attire chaque année en plus des soteños toute la population des villages alentour.
Étant donné le faible prestige tauromachique de cette corrida, il s'agit d'une corrida sans premier tercio et donc sans picador. Des toreros et des banderilleros ne portant pas d' «habit de lumière», de niveau inférieur entrent en piste pour effectuer une lidia comprenant la phase de pose des banderilles puis des passes et des faenas et enfin la  mise à mort du taureau par l'estocade effectué par le matador portée avec son épée.
Il est de coutume que le torero durant sa faena laisse libre le taureau un moment pour que les jeunes villageois puissent s'amuser et  affronter l'animal en lui courant devant le museau de façon identique aux raseteurs ou écarteurs des corridas landaises.

#### LesPeñas
Une peña désigne généralement un groupe d’amis constitué en mini-société, le temps de la durée des fêtes de San Ramón, pour vivre dans une ambiance joyeuse ce moment-là. Ainsi, on trouve la peña taurine dont les membres se réunissent pour se cotiser pour l'achat des taureaux, participer le matin même de la corrida à la visite des élevages d'où sont issus les taureaux choisis pour la corrida et le chargement de ceux-ci avant le transfert au village puis finalement assister à la corrida qui a lieu le soir sur la Plaza Mayor.
Puis on trouve les peñas qui sont liées à la fête. Il en existe à peu près une petite douzaine (Peña La Cuba, Peña La Cabaña, Peña el Halcón…) dont l’objet est de partager les fêtes de San Ramón. Ces associations proposent à leurs sociétaires  des repas et apéro festifs dans leurs locaux ouvert tous les soirs.
Chaque peña possède un foulard et un tee shirt propre (de couleur différente selon la peña que portent les membres pour se reconnaître entre eux). Certaines peñas sont accompagnées d’une charanga (petite banda) engagée pour la durée des Fêtes.

#### La fête populaire
Une fois la corrida passée, alors que les peñas parcourent la ville, les visiteurs se dirigent vers les bars et les restaurants pour l’apéritif et le repas.
La municipalité et les associations organisent des concerts gratuits tous les soirs durant la fête où se rassemble une foule importante.La nuit est la période où la ville reçoit le plus de monde. Des centaines de personnes s’agglutinent alors aux comptoirs des bars, des buvettes, des peñas et autres associations pour festoyer jusqu’au petit matin, voire davantage.

### Fête duCristo Bendito
Les festivités d'El Cristo Bendito se célèbrent le 14 septembre, lors d'une journée ou l'image de la Vierge se déplace en procession depuis l'Ermita del Humilladero jusqu'à l'église de Nuestra Señora de la Asunción. Une course de vachettes a lieu en fin d'après midi depuis la sierra jusqu'à la Plaza Mayor pour l'amusement des jeunes du village puis le soir un grand barbecue réunissant tous les villageois est organisé.

## Activités sportives et culturelles

### Randonnées pédestres

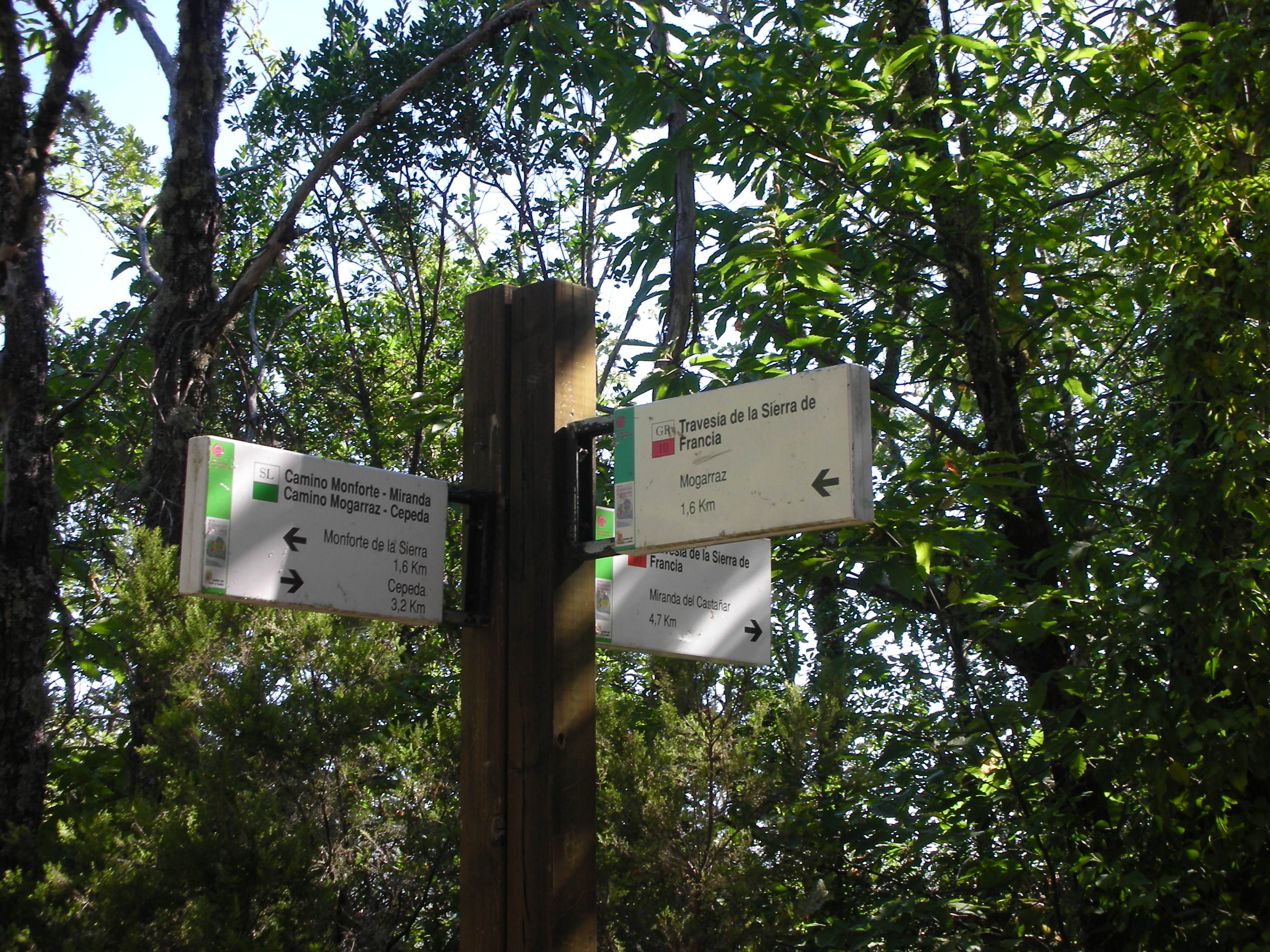
Panneaux de guidage des sentiers.

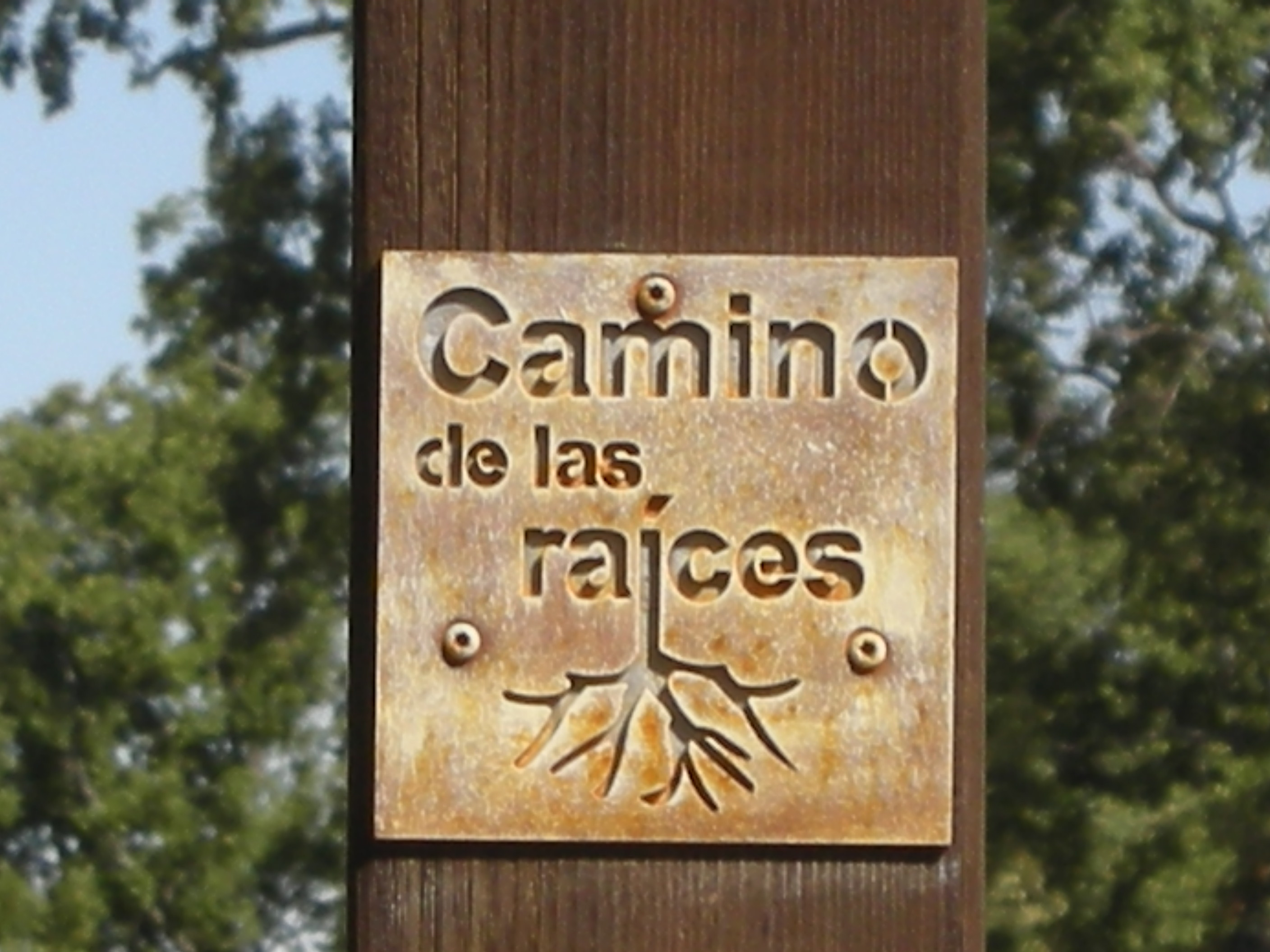
Balisage du Camino de las Raices.

Sur tous les environs de la commune de Sotoserrano plusieurs sentiers d'excursions pédestres sont tracés sur d'anciens chemins muletiers ou voies de bergers tombés en désuétude et à nouveau entretenus avec un fléchage et un marquage de type guide randonnée. Une bonne trame permet de se balader de village en village en évitant les routes goudronnées et en empruntant les voies d'excursions empierrées ou des pistes dans les bois. Plusieurs guides de randonnées mentionnant ces sentiers existent et sont à retirer dans les mairies.
GR 10 :
Entre autres existe le GR-10 qui traverse le Parc Naturel de las Batuecas-Sierra de Francia d'est en ouest entre les villages de Sotoserrano et Monsagro, continuant plus loin de ses limites en direction de Ciudad Rodrigo et jusqu'à la frontière du Portugal. La totalité du tracé est de 44,5 km dans cet espace protégé.
Camino del Agua :

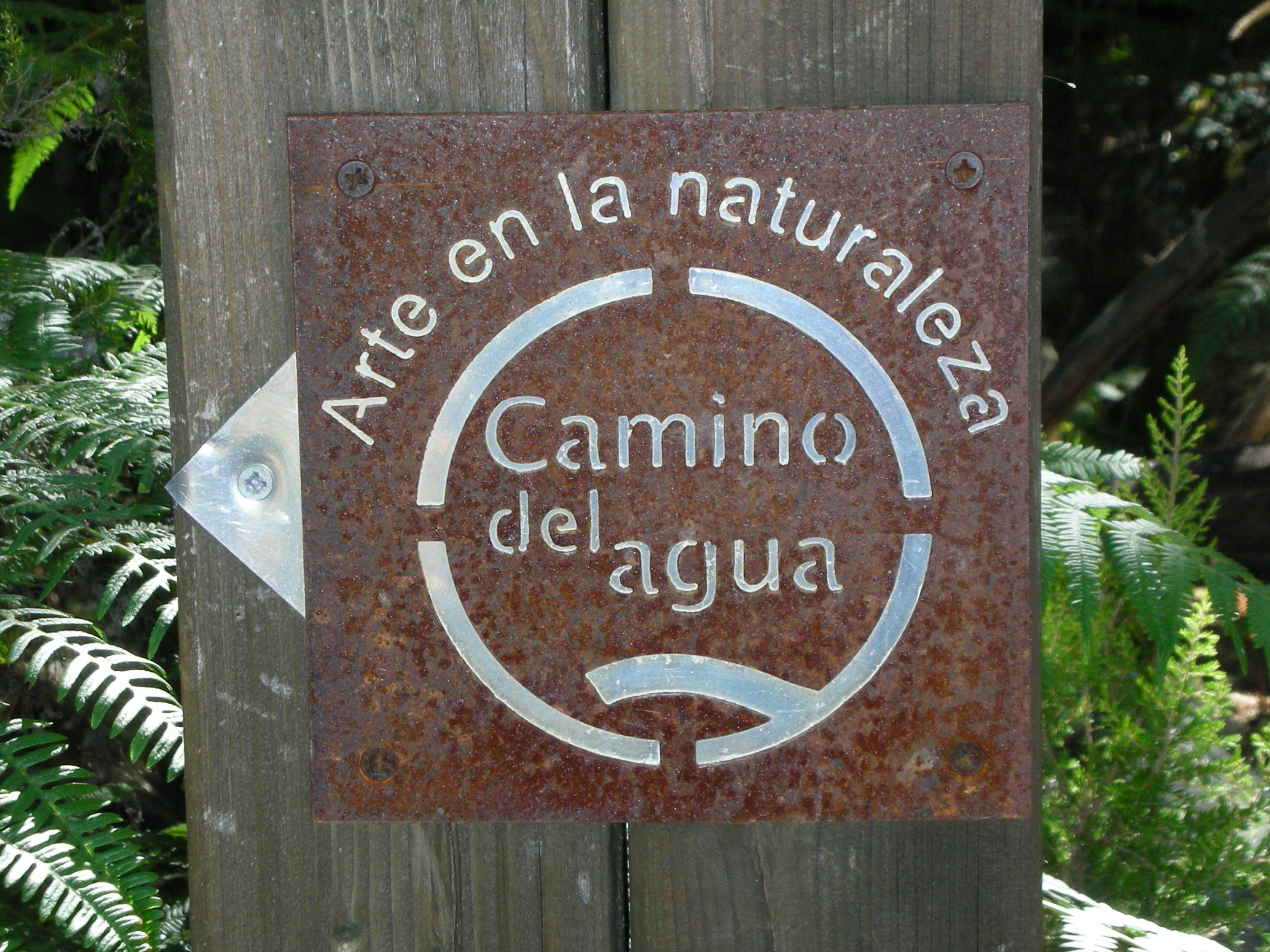
Balisage du Camino del Agua.

Superbe circuit pour être au frais en plein été, avec de magnifiques sculptures de différents sculpteurs à contempler lors de la balade.
 
Mogarraz-Monforte de la Sierra-Mogarraz
 
Durée moyenne : 2,15 h 
 
Distance totale : 7 km
 
Difficulté :   Aucune
 
Boucle : Oui

### VTT
Circuit :

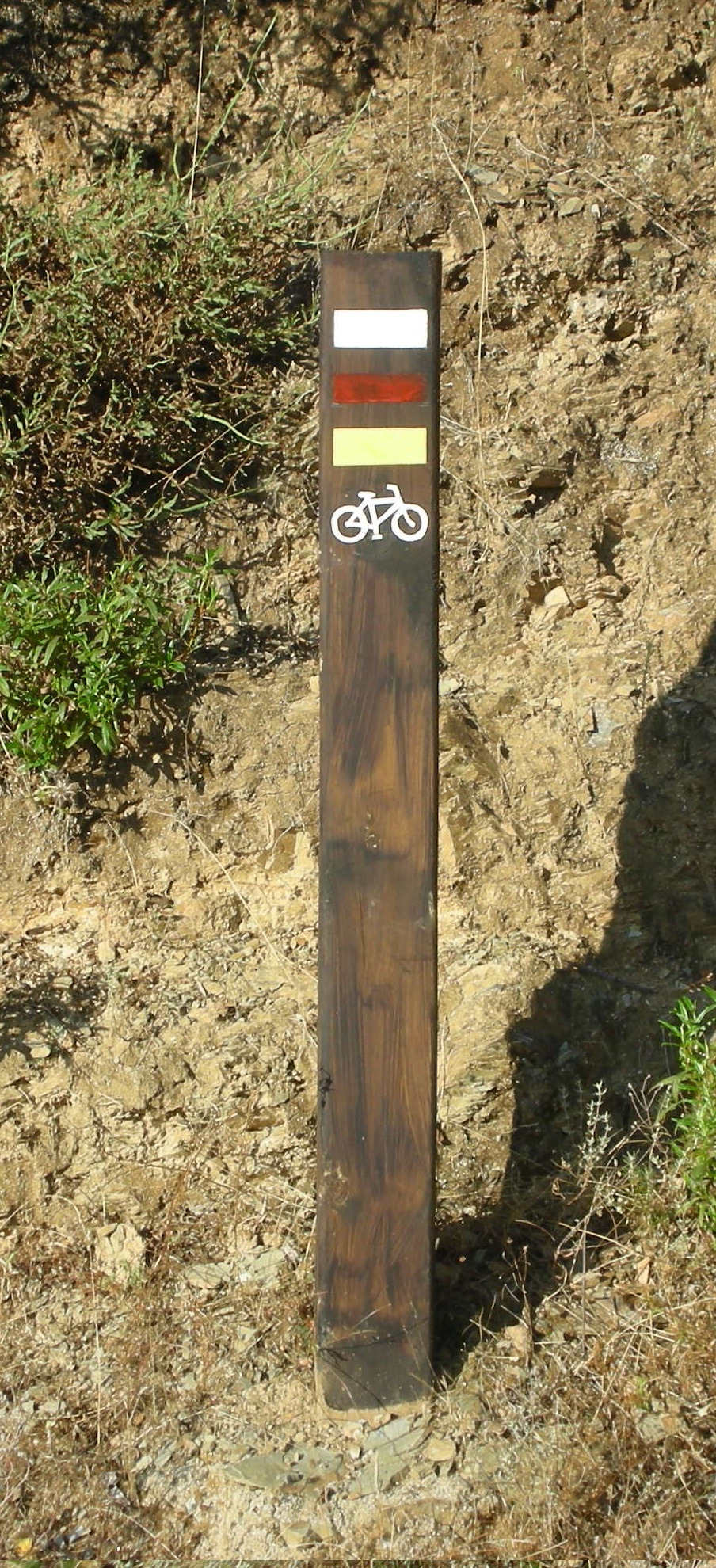
Balise de circuit VTT.

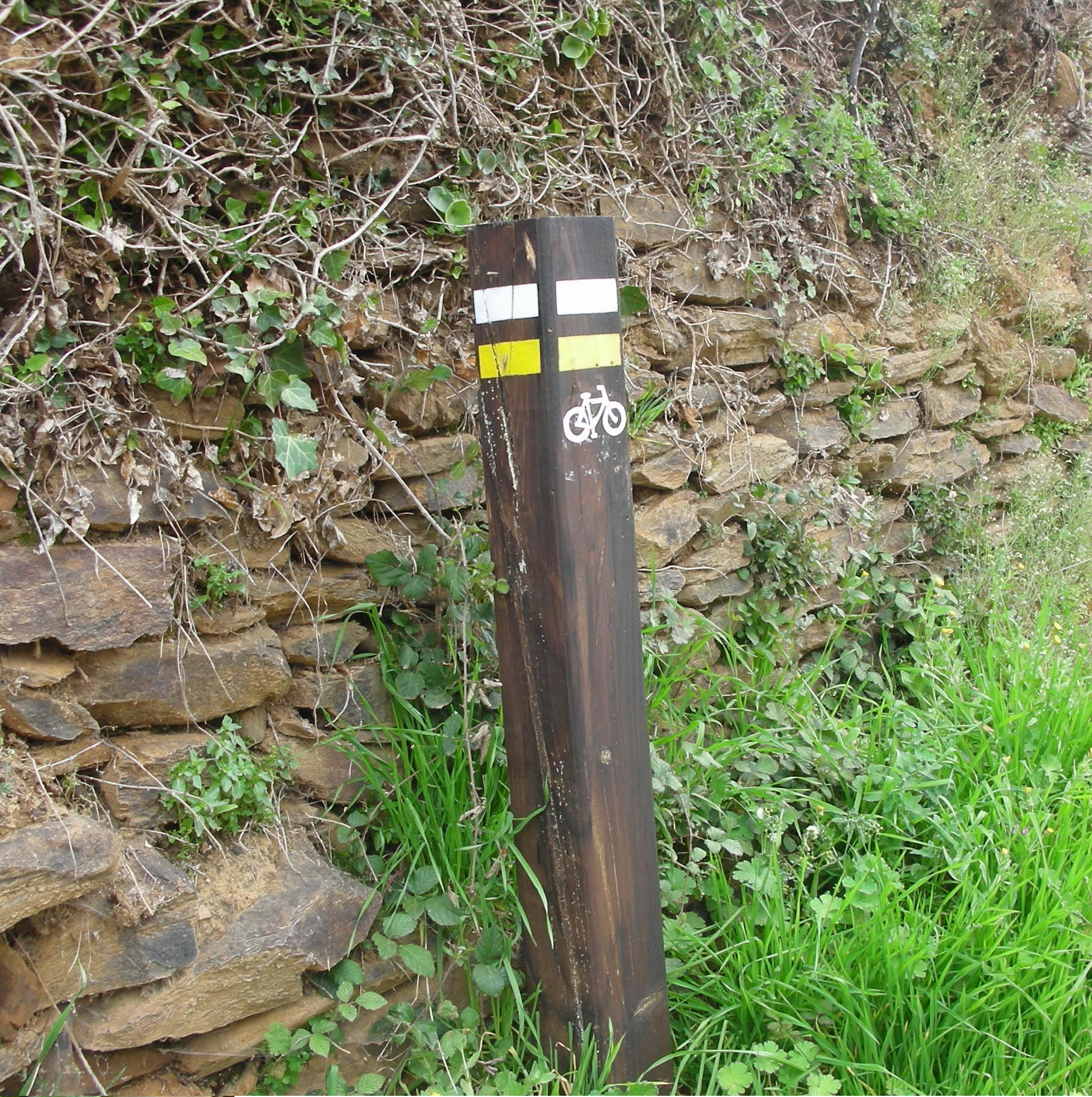
Balisage de circuits VTT.

Nombreux sont les circuits de VTT autour de Sotoserrano bien étudiés avec un maillage qui relient toutes les petites localités de la Sierra avec un  fléchage de bonne qualité pour ne pas se perdre et un bon nettoyage et maintien des parcours chaque année pour éviter les chutes. Des trajets originaux qui empruntent d'anciens canaux d'irrigations ou d'anciennes voie pavés qui avaient malheureusement disparus et rouverts pour la circonstance.
Il est demandé à tous les randonneurs de refermer les barrières qu'ils ouvrent pour passer (à cause de nombreux troupeaux de moutons que l'on croise), de nettoyer intégralement leurs zones de casse-croûte.
Il est conseillé de porter un casque, ainsi que de préparer son itinéraire avec si possible une carte topographique, pour toute sortie en solitaire ou hors des circuits balisés. Un bon niveau de la pratique du VTT est requis étant donné la topographie très montagneuse de la région mais on pourra trouvé des circuits de différentes difficultés.
- Le balisage :

Les itinéraires balisés permanents sont constitués soit de panonceaux formés de piquet bois avec signalisation indiquant direction et kilométrage, soit d'un simple piquet bois avec logo VTT incrusté à chaque changement de sens indiquant la direction à prendre.
Ci-dessous quelques circuits VTT autour de Sotoserrano.
- Circuit 1 :

Sotoserrano - Arenal - Sotoserrano (Ruta de los tres rios)
 
Durée moyenne : 1,30 h 
 
Distance totale : 18 km
 
Dénivelé : 350 m
 
Difficulté :   Aucune, peu technique
 
Boucle : Oui
- Circuit 2 :

Sotoserrano - Camino del Agua - Sotoserrano
 
Durée moyenne : 2 h
 
Distance totale : 25 km 
 
Dénivelé : 600 m
 
Difficulté :   Très technique, descente dangereuse
 
Boucle : Oui
- Circuit 3 :

Sotoserrano - Herguijuela de la Sierra - Sotoserrano
 
Durée moyenne : 2 h 
 
Distance totale : 28 km 
 
Dénivelé : 400 m
 
Difficulté :   Aucune, peu technique
 
Boucle : Oui
- Circuit 4 :

Herguijuela de la Sierra - La Alberca - Herguijuela de la Sierra
 
Durée moyenne : 1,30 h 
 
Distance totale : 20 km 
 
Dénivelé : 500 m

Difficulté : Montée difficile peu technique
 
Boucle : Oui
Randonnée :
Depuis 1993 chaque année est organisée, par le club de VTT «El Trampal» de Béjar, la première quinzaine de mars une randonnée VTT avec départ et arrivée à Sotoserrano comprenant plusieurs ravitaillements sur le parcours puis une collation à l'arrivée. Pour chaque sortie c'est entre 600 et 800 cyclistes qui concourent à cette excursion.

L'inscription puis la collation d'arrivée s'effectuant à la piscine et le départ se réalisant à l'entrée du vieux village sur la calle de Bienvenido Marcos.

La XXI Marcha BTT a eu lieu le 10 mars 2013 avec 450 inscrits courageux vu les conditions climatiques très difficiles.

La XXII Marcha BTT a eu lieu le 9 mars 2014.

La XXIV Marcha BTT a eu lieu le 8 mars 2015.

Itinéraire : Sotoserrano, Río Alagón, Arroyo Servón, Cabaloria, Riomalo, Vegas de Coria, Rebollosa, Cabaloria, El Arenal, La Ferreria, Sotoserrano.

Distance : 64,23 km. Dénivelé cumulé : 1 276 m. Pente moyenne : 4,61 %. Pente maximum durant 100 m : 9,49 %. Altitude maximum : 641 m. Altitude minimum : 392 m.

Cartographie : Instituto Geográfico Catastral, feuille 552. Echelle : 1 / 50.000 (Miranda del Castañar).
Autres randonnées VTT organisées sur les communes limitrophes durant l’automne et l’hiver (pour éviter les grosses chaleurs) : 
- Béjar  -  La Alberca (64 km), période : fin septembre, itinéraire : Béjar, Colmenar de Montemayor, El Arenal, La Alberca.
- La Alberca  -  La Alberca (37 km), période : fin octobre, itinéraire : La Alberca, Paso de los Lobos, El Cabaco, El Casarito, La Alberca.
- Miranda  del Castañar –  Miranda del Castañar (34 km), période : début novembre, itinéraire : Miranda del Castañar, Sequeros, Las Casas del Conde, Majadas Viejas, Monforte de la Sierra, Miranda del Castañar.
- Béjar  -  Granadilla, (48 km), période : début décembre, itinéraire : Béjar, Montemayor del Río, Lagunilla, Granadilla.
- Lagunilla  -  Lagunilla (35 km), période : mi-février, itinéraire : Lagunilla, Valdelageve, Aldeacipreste, Montemayor del Rio, Lagunilla.

### Ski
Pour les amoureux du ski, une station de ski nommée La Covatilla se trouve à 35 km du village sur la commune de Béjar. Avec un domaine skiable de 31 pistes pour 26,50 km de longueur totale entre 1 994 m et 2 360 m d'altitude et qui peut accueillir jusqu'à 1800 skieurs.

### Canoë

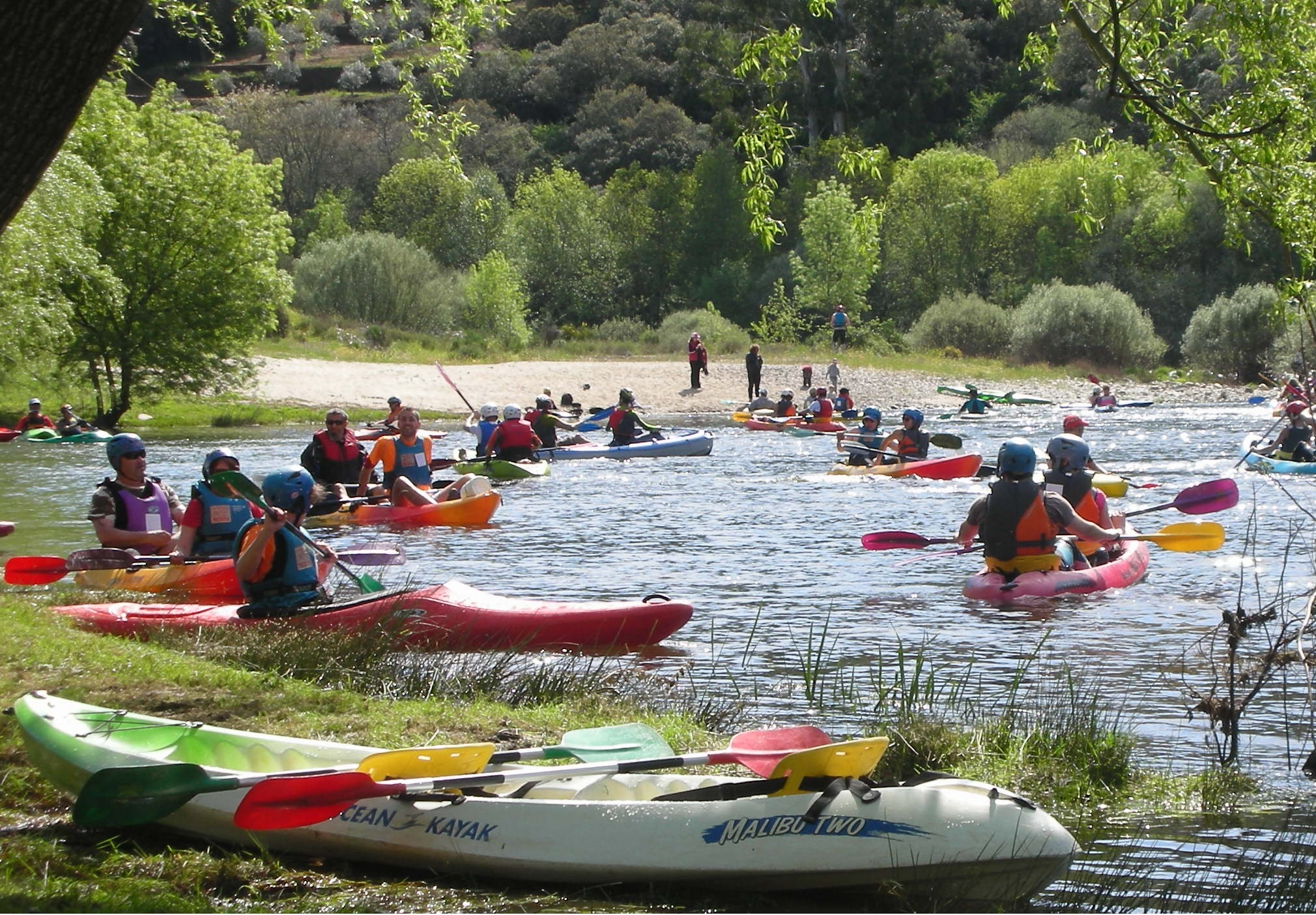
Départ de la descente en canoë.

Chaque année une descente en canoë-kayak a lieu, en avril ou en mai selon les conditions climatiques, sur le ruisseau Alagón depuis le lieu-dit de Ricopelayo jusqu'au hameau de Cabaloria sur un parcours d'une quinzaine de kilomètres et en une heure. Descente récréative qui permet d'admirer les magnifiques paysages de la Sierra de Francia d'un autre point de vue.

### Piscine
Sotoserrano est équipé d'une piscine municipale qui a été inaugurée le 1er juin 2004 par le Conseil municipal. Le microclimat de la région de la Sierra de la France, caractérisé par une très longue période de chaleur malgré l'altitude, il devenait viable de construire une piscine qui est rentable socialement et économiquement.
La municipalité a dû mettre en œuvre le projet avec le budget de divers régimes provinciaux, des fonds de coopération locale de la Commission, l'aide des espaces naturels et locaux programme opérationnel. Le budget total s'est élevé à 300 000 euros. Le projet répond à la demande du grand nombre de touristes et des enfants en vacances pendant l'été et complète une offre touristique pour la commune de Sotoserrano.

### Pêche - Chasse
Pêche :
Si autrefois la pêche était plus un mode de vie alimentaire et une économie, actuellement c'est devenue une activité de loisir ou un sport.
Le domaine de pêche sur la commune de Sotoserrano est très étendue étant donné les cours d'eau nombreux dont les trois rivières qui sont l'Alagón, le Cuerpo de Hombre et le Francia dont sa réserve de truite sur un tracé de 6,5 km qui coulent dans le village et sur lesquels on peut pêcher particulièrement au printemps et en été des poissons tels que truite, barbu, carpes.
Chasse :
La pratique de la chasse dans la région est très réglementée depuis la création en 1973 de la réserve régionale de chasse de Las Batuecas et en 1982 du refuge national de chasse de L'Arca et de la Buitrera. Réserves créées pour protéger et conserver des espèces telles que sanglier, chèvre de montagne, cerf, chevreuil, blaireau, lièvre, fouine, renard, vautour, perdrix, bécasse, palombe…, d'où l'existence de deux classes de chasse qui fixent la date et le type d'animaux concernés.
La chasse majeure qui court de septembre à février et dont les bêtes visées sont le sanglier et le cerf et la chasse mineure qui va d' octobre à janvier et où l'on peut chasser le lapin, renard, perdrix, bécasse, palombe. Sur la commune de Sotoserrano il existe deux zones de chasse; les réserves Peña Lobera et Del Pardo qui se situent sur la partie sud de la commune qui est la plus montagneuse et forestière

### Photographie
Chaque année a lieu le concours national de photographie "Sotoserrano, cerezos en flor" où ont participé une soixantaine d'œuvres d'artistes venant de toute l'Espagne, sur le thème des différentes phases depuis la floraison des cerisiers jusqu'à la cueillette.

## Gastronomie
Hornazo :

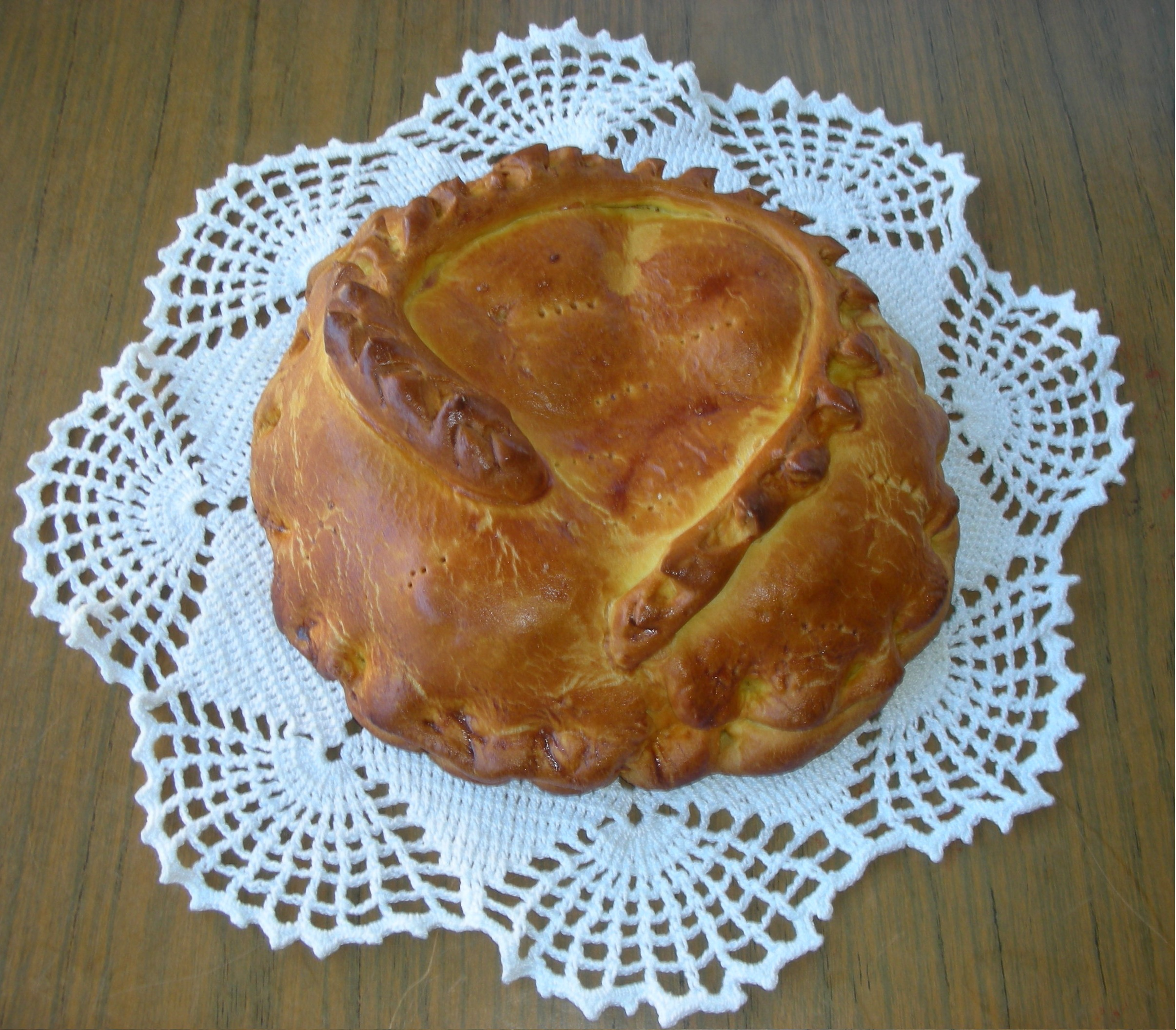
Hornazo fermé.

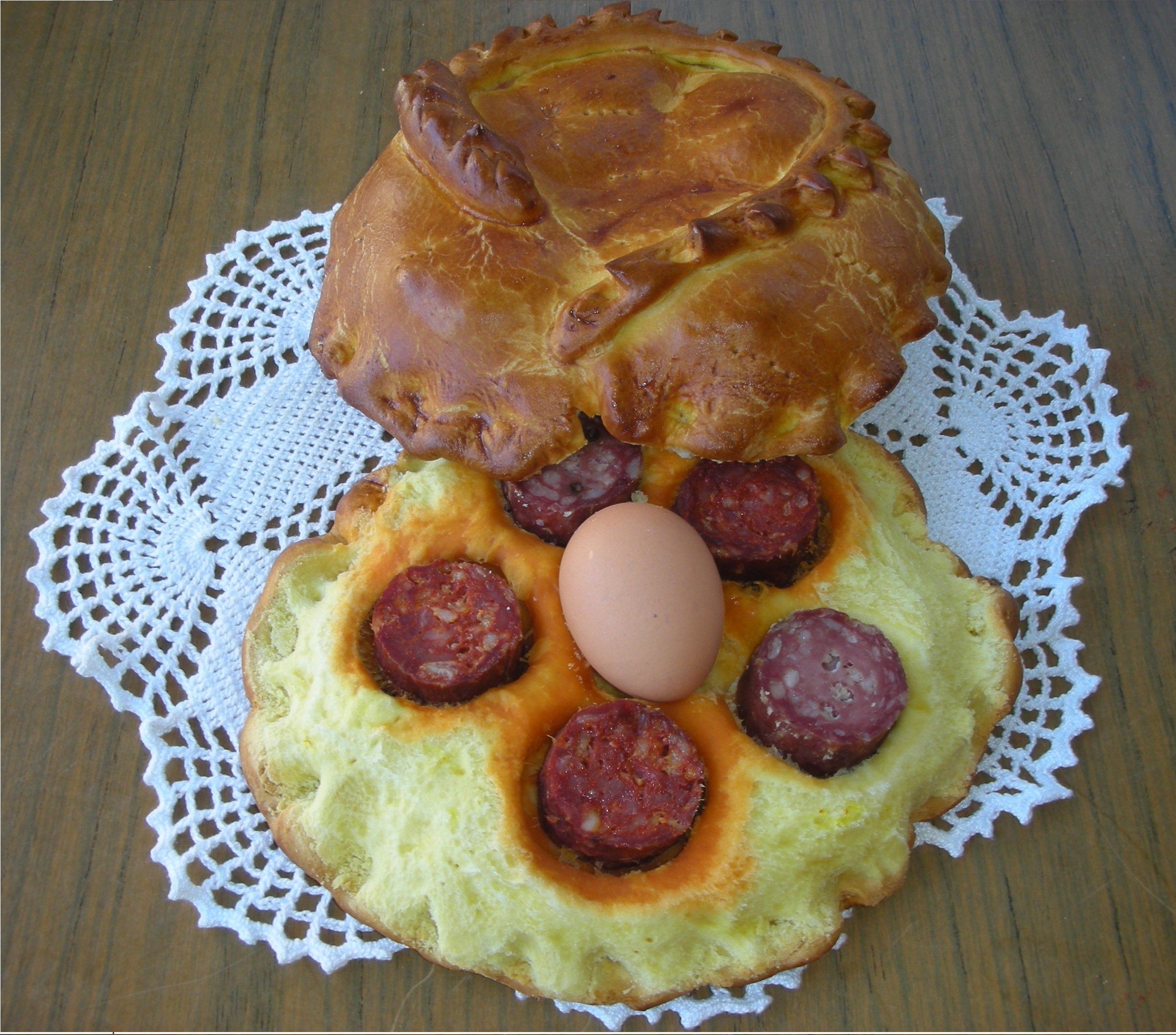
Hornazo ouvert.

L'hornazo qui est caractéristique à cette région est une espèce de pain fait à base de farine, levure et d'huile d'olive dans lequel on fourre du chorizo, du lomo, du jambon et des œufs durs.
L'histoire dit que le roi Philippe II rédigea une loi exigeant que les filles de joie qui résidaient dans les maisons closes de Salamanque quittent la ville pendant toute la période du carême et qu'elles passent toutes les fêtes de l'autre côté de la rivière Tormes (ruisseau traversant la cité) pour se retrouver au village de Tejares (village limitrophe de Salamanque) et ceci jusqu'au lundi des pluies (le lundi suivant le lundi de Pâques). Lorsque les étudiants qui revenaient à Salamanque après les fêtes de Semaine Sainte allaient chercher les filles pour les ramener à la ville, en guise de cadeau ils leur amenaient un hornazo pour passer du bon temps avec elles. Certains récits racontent que certains couples traversaient la rivière en barque comme des Roméo et Juliette.
À Sotoserrano cette tradition se célèbre le dimanche de la Résurrection et le lundi de Pâques lorsque les familles et amis descendent à la rivière ou aux champs pour passer l'après-midi ensemble et pique-niquer.
Actuellement[Quand ?] on trouve des hornazos de tous types et de toutes les tailles avec des décorations différentes mais avec une composition de base identique et cela pendant toute l'année dans tous les villages de la région salmantine.
- Recette de l'hornazo :

Ingrédients pour la pâte :

1 kg de farine de blé, 1 verre de vin blanc, 1 verre d'huile d'olive, 3 œufs, 25 g de levure et du sel.

Ingrédients pour la farce :

Tranche de lomo, de chorizo, de jambon sec de montagne et des œufs durs.
Moje de peces :

Le Moje de peces est une sorte de bouillon dont l'aliment principal est du poisson de rivière fraichement attrapé, couramment consommé après les parties de pêche ou lors de pique-nique.
Recette du moje de peces :

Préparation : 1 heure.

Ingrédients pour 4 personnes :

4 poissons frais de rivière (truites et des barbeaux), 3 poivrons rouges, 2 tomates, 1 demi oignon, vinaigre, huile, laurier, ail, poivre, sel du pain grillé et un verre d'eau.

Préparation :

Nettoyez les poissons, les vider et leur retirer la tête et les faire frire dans une poêle. À part, dans un faitout  faire mijoter avec de l'eau le reste des ingrédients; le vinaigre, l'huile, le poivre, le laurier, l'ail, l'oignon et les poivrons en petits morceaux puis le sel et y ajouter au dernier moment les poissons frais, verser alors les deux tomates coupées en morceaux à la sauce épaisse puis saler.

Une fois que le poisson est cuit, retirer du feu et servir dans un plat si possible en argile sur un lit de tranches de pain grillé.
Vin :

La commune de Sotoserrano produit son propre vin. Elle est propriétaire d'une multitude de petites propriétés de vigne, situées sur la commune centre ; on y élève des vins blancs, rosés et rouges, certains sont vieillis en fûts de chêne et dépassent les 16 degrés, issus de cépages blancs : Viura, Moscatel de Grano Menudo, Palomino et de cépages noirs : Rufete, Grenache et Tempranillo.
Dessert :

Perrunillas, Turruletes, Floretas, Roscas.
Huile :

C'est au début d'octobre que commence la récolte des olives sur les 140 000 oliviers plantés sur la commune. C'est à peu près 1 200 000 kg d'olives qui iront à la coopérative, apportés par 160 associés pour y produire 150 000 litres d'huile extra vierge qui seront destinés à la vente.

## Hébergement
Hôtel :

Hôtel Mirador
Camping :

Camping Vega Francia
Gîte :

Depuis une dizaine d'années une multitude de gîtes se sont créés sur la commune pour accueillir les vacanciers durant l'été et surtout les touristes qui viennent passer le week-end depuis Salamanque ou le reste de la région.

Entre autres il y a : Casa Rural El Casillo, Casa El Arroyo, Casa Las Pasaderas, Casa Las Artesanas, Casa La Hiedra, Casa Los Olivos, Casa rural Arroal, Casa El Montito, Casa La Costanilla, Casa El Cortijo…